# Ford Ranchero
Ford Ranchero — ют американской компании Ford Motor Company. Выпускался с 1957 года по 1979 год. В отличие от традиционного пикапа, Ranchero создавался на базе адаптированной платформы двухдверного универсала Ford Ranch Wagon и представлял собой двухдверный автомобиль с платформой небольшой грузоподъёмности в задней части. В общей сложности было произведено 508 355 автомобилей семи поколений.
В 1970-е годы наименование Ford Ranchero использовалось дилерами автомобилей в ЮАР при реализации Ford Falcon австралийского производства и поставляемых на южноафриканский рынок в виде сборочных комплектов.
Юты Ford Falcon, разработанные на базе Ford Falcon (США) первого поколения и производимые на заводах Ford Motor Company в Аргентине с 1973 по 1991, также носили наименование Ranchero.
Описание, данное ему в журнале «Car Life» — 

Это больше легковой автомобиль, чем грузовик, в нём больше роскоши, чем пользы, в нём больше таланта, чем функциональности, Ranchero Fairlane представляет собой идеальное решение для лёгких перевозок днем, и приятных путешествий ночью.

## История
История Ford Ranchero началась в 1956 году, когда модель была представлена широкой публике. Он имел большое внешнее и техническое сходство с Ford Coupe Utility, ограниченно выпускавшимися Ford Australia с 1934 года для местного рынка.
Сама идея создания Ranchero связывается с именем выдающегося дизайнера Гордона Бюэрига, разработавшего в 1952 году всю линейку универсалов Ford того времени — двухдверный Ranch Wagon и четырёхдверный Country Sedan, оригинальная концепция которых была положена в проектировавшиеся Ranchero и Courier Sedan Delivery.
В 1956 году дизайнеры Ford разработали и изготовили на базе двухдверного Ranch Wagon три пикапа, но проект не получил дальнейшего развития из-за его предполагаемой экономической неэффективности.
Появление Ford Ranchero непосредственно связано с разработкой модельного ряда 1957 Ford дизайнерами Ford Фрэнком Херши и Дэймоном Вудсом, продолженное группой дизайнеров под руководством Роберта Магуайра — Чарльзом Мэшигеном, ЭйДжеем Миддлстедом, Л. Дэвидом Эшем, сформировавшими облик модельной линейки 1957 Ford, отличавшейся от моделей 1956 года более органичным внешним видом, приземлённым силуэтом и большим комфортом для водителя и пассажиров.
Возможно Ranchero никогда бы не появился бы в линейке моделей, если бы не разработка кабриолета с убирающейся жёсткой крышей, дебютировавшего в 1957 модельном году — Ford Fairlane 500 Skyliner. Удивительно, но этот огромный, открытый, люксовый автомобиль, являвшийся единственным в то время хардтоп кабриолетом в мире, стал трамплином к практичному юту. На Ford Fairlane 500 Skyliner использовали усиленные пружины, 14-дюймовые колесные диски и 118-дюймовую колёсную базу. В попытке создать больше моделей на существующей базе и, тем самым, повысить экономическую эффективность (а также оправдать высокую стоимость разработки и производства Ford Fairlane 500 Skyliner), команда дизайнеров Ford разработала прототип Ford Ranchero, использовав как наработки по Skyliner, так и существовавшие, отработанные на универсалах Ford, технические решения. Менеджменту Ford понравился представленный результат, после проведения оценки стоимости производства и перспектив на рынке выпуску модели был дан «зелёный свет».
Представление в 1957 году первой модели Ford Ranchero вызывало большой интерес американцев. Так, основатель и редактор Motor Trend Уолтер A. Уорон в апреле 1957 года описывал мнения впервые увидевших новый Ford Ranchero — 

 «Кастом-пикап ? … Настоящая красота ! … Универсал без верха … Легковой автомобиль и грузовик вместе … Мне это нравится ! . . .» Это лишь некоторые из ранних и спонтанных реакций, которые я услышал о Ford Ranchero, когда ездил по улицам города, по автострадам, шоссе, горным серпантинам, а также на пустынных дорогах в течение прошлой недели.
Конечно, ещё слишком рано говорить, пойдёт ли он ко дну или нет, и несколько глупо строить догадки. Тем не менее, я пойду на риск и спрогнозирую, что принцип Ranchero будет скопирован и другими производителями — это слишком хорошая идея, чтобы отказаться от неё.
Успешные продажи на рынках США и Канады привели к тому, что в одном из подразделений корпорации General Motors — Шевроле в 1959 году в был начат выпуск модели Chevrolet El Camino (16 октября 1958 года было официально объявлено о появлении новой модели в ряду автомобилей Шевроле), обладавшей аналогичным кузовом и сходными характеристиками. Оригинальные El Camino и Ranchero начали напрямую конкурировать начиная с 1959 модельного года и до 1980 года, когда продажи Ford Ranchero на американском рынке завершились.
На Ford Ranchero имелся постоянный, хотя и относительно небольшой спрос на рынке США и Канады, но ужесточение экологического законодательства США, политика снижения производственных расходов и рост спроса на пикапы вынудил Ford переориентировать производство и прекратить выпуск модели. Аргентинское подразделение компании до 1991 года осуществляло выпуск модели, базировавшейся на устаревшей к тому времени платформе Ford Falcon. В настоящее время только юты Falcon, ограниченно производимые Ford Australia могут считаться современными идейными продолжателями Ford Ranchero.

## Первое поколение
Представление Ford Ranchero публике состоялось в декабре 1956 года. В брошюре, представляющей 1957 модельный год грузовых автомобилей Ford писалось:

Ford Ranchero — это модное, красивое дополнение к линии грузовиков — это особый стиль автомобиля, который сочетает в себе внешний вид легкового автомобиля с коммерческим автомобилем для разнообразных перевозок.
В целом, Ranchero будет иметь такой же внешний вид и стиль как и Ranch Wagon 1957-го модельного года — от переднего бампера до заднего края двери выше поясной линии, и ниже поясной линии — от передней части к задней. Кабина водителя имеет такие же размеры и отделку приборной панели, как Ranch Wagon 1957-го модельного года. Заднее окно кабины и грузовой кузов будут уникальными.
Ranchero будет предлагаться в двух моделях — Custom и Custom 300. Он будет иметь такие же двигатели, трансмиссию и шасси, что и Ranch Wagon 1957-го модельного года.
Ranchero имеет 116-дюймовую колесную базу при общей длине 203,5 дюйма.
Хранения запасных шин — позади пассажирского сиденья в кабине, а место для багажа располагается за сиденьем водителя.
Ford Ranchero имеет приблизительный объём кузова в 31 кубический фут, что почти соответствует размеру кузова стандартного 6½ футового грузового пикапа.
В 1957 году рекламными слоганами Ranchero были:

- « '57 Ford Ranchero …hard worker that pays its way.» — Форд Ранчеро… труженик, оплачивающий свой путь.
- « '57 Ford Ranchero make business a pleasure!» — Форд Ранчеро делает бизнес удовольствием!

Первый Ford Ranchero был изготовлен 12 ноября 1956 года на заводе Ford в Дирборне, но реальное серийное производство модели началось в январе 1957 года. Первое представление на рынке Ford Ranchero состоялось на 42-м Нью-Йоркском автосалоне 8 декабря 1956 года и символизировал 40-летнюю годовщину с начала производства Ford грузовых и коммерческих автомобилей (Компания могла похвастаться тем, что она изготовила более десяти миллионов грузовиков с 1917 года), а уже в 1957 году Ranchero используется героями фильма «Апрельская любовь», премьерный показ которого состоялся 27 ноября 1957 года в Нью-Йорке.
Для привлечения внимания потребителей Ford предоставил первый экземпляр Ranchero в качестве приза победителю конкурса, проводимого Future Farmers of America. Победителем и обладателем приза 1956 года в номинации «Star Farmer of America» был назван 21-летней Уэсли Патрик из Куитмэна, штат Джорджия. Ford также предоставил ему грант на обучение в Университете Джорджии, а на процедуру вручения прибыли практически все жители города. Призом был Ranchero белого цвета (Colonial White). Так как машина ещё серийно не выпускалась, то после вручения ключей прототип был отправлен обратно на завод в Дирборн, а фото- и киносъёмку вручения приза Ford использовал в своих рекламных акциях и учебных фильмах.
В целом, технически, Ranchero представлял собой интересную модификацию из элементов двухдверного Ranch Wagon, универсала Ford Del Rio и хардтоп кабриолета Ford Fairlane 500 Skyliner. Так, под легкоснимающимся полом грузового отсека располагался черновой пол, аналогичный Ranch Wagon, дверь грузового отсека представляла собой нижнюю часть задней двери универсала, также сохранилась полость под задним крылом, использовавшаяся в универсалах для хранения запасного колеса, при этом запасное колесо у Ranchero располагалось аналогично австралийским «Ford Coupe Utility» — в кабине за пассажирским сиденьем. Ranchero также «заимствовал» у Ford Fairlane 500 Skyliner боковую отделку и передний бампер.
За счёт открытого грузового кузова и полуэллиптических задних пружин с шестью листами (вместо четырёх у универсала) и других улучшений в подвеске автомобиля, улучшавших его «коммерческие» качества, Ford Ranchero получил свою особую нишу в линейке автомобилей Ford.
|                                                         |                                                                              |                                                           |                                                                       |                                                       |
| Ford Custom Ranchero 1957 модельного года — вид спереди | Дверь грузового отделения и задняя оптика Ford Ranchero 1957 модельного года | Интерьер салона Ford Custom Ranchero 1957 модельного года | Открытое грузовое отделение Ford Custom Ranchero 1957 модельного года | Ford Custom Ranchero 1957 модельного года — вид сбоку |

В стандартной комплектации Ranchero был доступен в ограниченном наборе цветов кузова с упрощённой отделкой салона и оценивался в 2098 $, за дополнительные 51 $, покупатель получал двойные солнцезащитные козырьки, хромированные молдинги-стрелы на кузове, хромированный руль с костяной отделкой, прикуриватель, дверные панели и сиденья, аналогичные Ford Del Rio.
Базовая модификация Ranchero предлагалась в 11 цветах, Custom Ranchero отличался большим количеством хромированных элементов отделки экстерьера, так по средней линии кузова был размещён хромированный молдинг в форме «крыла чайки», а заднее стекло имело металлическое обрамление. Расцветка Custom Ranchero могла быть как однотонной, с цветами, аналогичными Ranchero, так и двухцветной (окраска в цвет Colonial White («колониальный белый», код краски M0524) выше хромированного поясного молдинга, а также двери кузова, за исключением крыши кабины и 10 вариантов расцветки кузова ниже поясной линии). Custom Ranchero в двухцветной окраске дополнялись хромированными колпаками Fashion-Ray Sunburst на весь диск и покрышками с вайтволлами SelectAire или PolarAire.
Часть Custom Ranchero (Custom 300 Ranchero, изготовленные по заказу дилеров Ford) поставлялась с анодированными боковыми молдингами золотистого оттенка и жесткой крышкой грузового отделения с хромированным обрамлением.
Модели 1957 года предлагались с тремя типами двигателей, базовый — мощностью 144 л. с. (рядный шестицилиндровый двигатель) и два опциональных — 190 и 212 л. с. (V-образные восьмицилиндровые, предлагавшиеся к установке на Ranchero и Custom Ranchero, соответственно). Наряду со стандартными, на заказ можно было установить любой двигатель, доступный для автомобилей Ford. Опционально предлагались: антиобледенитель, обогреватель Magic-Aire, усилитель тормозов Sure-Stop, электрические стеклоподъёмники и электропривод сидений, Ranchero мог получить усиленный (двойной)пол грузового отделения, повышающий грузоподъёмность до 1190 фунтов, коробку передач Ford-O-Matic, кондиционер (только у моделей с V-образными восьмицилиндровыми двигателями), электрический часы, радиоприёмник с автоматическим поиском и подстройкой станций, стеклоомыватель-стеклоочиститель Aqua-matic, травмобезопасная приборная панель (в комплекте также шли мягкие солнцезащитные козырьки), ремни безопасности, тонированные травмобезопасные стёкла I-Rest.
Стоимость автомобиля в базовой комплектации в 1957 году с учётом всех сборов составляла 2244,44 $. Заводская цена Custom Ranchero с шестицилиндровым двигателем была установлена в 2173 $, а в варианте с восьмицилиндровым двигателем автомобиль стоил 2224 $, на Ranchero 66А были установлены цены в 2073$ и 2111 $ за шести- и восьмицилиндровые версии. Покупатели предпочитали Custom Ranchero, так из 21705 автомобилей, реализованных в США и Канаде в 1957 году только 6428 машин были Ranchero, остальные 15 277 были в более дорогой комплектации Custom Ranchero. Производство модели было налажено на 15 заводах Ford по всей Америке.
На рынке Канады Ford Ranchero реализовывался через дилеров Lincoln-Mercury-Meteor как Meteor Ranchero. Модель должна была быть представлена дилерам в Канаде 12 февраля, но поступила только в марте 1957 года. Модели, поставлявшиеся на канадский рынок имели некоторые отличия от машин, распространявшихся в США, так на машинах для Канады не предусматривалась установка радиоприёмника с автоматическим поиском и подстройкой станций, кондиционера (даже у моделей с восьмицилиндровыми двигателями) и электрических стеклоподъёмников. В 1957 году в Канаде было продано 558 Meteor Custom Ranchero и 300 Meteor Ranchero Niagara.
Вместе Ford Ranchero на североамериканский рынок были представлены Courier Sedan Delivery, внешне похожие на двухдверный вариант Ranch Wagon, но не имевшие заднего ряда сидений и открывающуюся наверх заднюю дверь. Технически Courier Sedan Delivery стоит ближе к Ranchero, а американские коллекционеры признают их модификацией Ranchero..
Символично, что Ranchero и Custom Ranchero получили производственные индексы 66А и 66В, которые были аналогичны 1931 Ford Model A Deluxe pickup truck, разработанных для General Electric и имевших аналогичное коммерческое предназначение.

### 1958
После успешных продаж 1957 года (было реализовано 21 705 автомобилей), в 1958 году наблюдалось резкое падение интереса покупателей к модели — в 1958 году было произведено и реализовано только 9 950 машин (1471 Ranchero и 8479 Custom Ranchero). Снижение спроса объяснимо кризисным для американского автомобилестроения периодом с общим падением продаж автомобилей в США (так называемая рецессия Эйзенхаура).
По своим техническим характеристикам Ranchero 1958 модельного года, в целом, был аналогичен модели 1957 года. Изменения затронули, в основном, переднюю часть автомобиля, получившего оформление, аналогичное Ford Custom, а также четыре передние круглые фары, вместо двух.
Внешнее оформление передней части автомобиля — решетка радиатора, бампер, оптика копировали стиль Ford Thunderbird 1958 модельного года, вплоть до нефункционального воздухозаборника.
|                                                      |                                                        |                                                      |                                                           | |
| Ford Custom Ranchero 1958 модельного года, вид сзади | Ford Custom Ranchero 1958 модельного года, вид спереди | Ford Custom Ranchero 1958 модельного года, вид сбоку | Интерьер салона Ford Custom Ranchero 1958 модельного года | Моторный отсек Ford Custom Ranchero 1958 модельного года с 6-цилиндровым двигателем «Mileage Maker», мощностью 144 л. с. |

Крыша кабины стала рифленой, в отличие от простой гладкой формы у модели 1957 года. Шасси автомобиля получило улучшенные амортизаторы, трехкомпонентные стойки стабилизатора и обновлённую переднюю подвеску.
Как и в 1957 году Ford Ranchero был доступен в базовой модификации — Ranchero и Custom Ranchero, отличавшейся более дорогой отделкой салона и кузова автомобиля. В этом году дилерами также был осуществлен заказ Custom 300 Ranchero (хотя Ford не выделял их из линейки Custom) с анодированными молдингами золотистого цвета. Обивка салона предлагалась из винилискожи или комбинации винилискожи и полимерной ткани. Отделка салона Ford Ranchero предлагалась в двух вариантах — комбинация из светло синей и синей винилискожи, бежевой винилискожи и коричневой синтетической ткани. Custom Ranchero имел следующие варианты комбинации отделки салона: голубая винилискожа и синяя полимерная ткань, бежевая винилискожа и коричневая полимерная ткань, белая и красная винилискожа, светло-зелёная и зелёная винилискожа.
Варианты расцветки кузова были аналогичны Ford Ranchero 1957 модельного года, но наибольшим спросом пользовались модели в комбинированной расцветке. В 1958 году Ranchero получил хромированный молдинг в форме «крыла чайки» вдоль средней линии кузова, аналогичный Custom Ranchero.
Модели 1958 года предлагались с тремя типами двигателей, базовый — мощностью 144 л. с. (рядный шестицилиндровый двигатель) и два V-образных восьмицилиндровых двигателя, мощностью 205 и 300 л. с. 300-сильный V-образный восьмицилиндровый четырёхкарбюраторный двигатель, объёмом 5,8 л., был новинкой Ford и в 1958 году носил обозначение «Interceptor 352 Special V-8». Наряду со стандартными, существовала возможность установки и иных двигателей Ford. Заводская цена Custom Ranchero составляла 2170 $, а в комплектации Custom 300 Ranchero — 2236 $.

### 1959
Модели Ford в 1959 году, в том числе и Ranchero, прошли редизайн, осуществлённый группой под руководством Джзефа Ороса — директора подразделения внешнего дизайна автомобилей Ford. В 1958 году именно линейка Ford 1959 модельного года, в которую также входил и Ranchero, получила на Всемирной выставке в Брюсселе Золотую медаль за «исключительный стиль» своих автомобилей.
Ranchero 1959 модельного года получил обновлённую решетку радиатора, бампера, капот автомобиля приобрел более лаконичные черты, утратив тяжеловесность, свойственную модели 1958 года. Задняя часть автомобиля была переработана — автомобиль получил оптику новой формы, были добавлены отдельно стоящие поворотные фонари, интегрированные в выступающие «плавники», которые также стали более ярко выражены.
|                                                        |                                                      |                                                      |                                                           |                                                                                  |
| Ford Custom Ranchero 1959 модельного года, вид спереди | Ford Custom Ranchero 1959 модельного года, вид сзади | Ford Custom Ranchero 1959 модельного года, вид сбоку | Интерьер салона Ford Custom Ranchero 1959 модельного года | Задняя оптика и дверь грузового отсека Ford Custom Ranchero 1959 модельного года |

Форма задних фонарей была аналогичной Ford Galaxie и стала ещё больше напоминать форсажную камеру турбореактивного двигателя, а сходство усиливалось полукруглой выштамповкой по верху грузового отделения, заканчивавшейся хромированными матовыми поворотными фонарями.
Модель 1959 была построена с той же 2997 мм (118 дюймов) колесной базой, как и все легковые автомобили Ford 1959 модельного года, придававшей Ranchero 1959 года преимущество над своими предшественниками за счёт более длинного грузового отделения (210 см). Тем не менее, 1959 год был последним годом выпуска полноразмерного Ranchero первого поколения, а в последующие годы будет использоваться платформа Ford Falcon, относившегося к классу компактных семейных автомобилей. Площадь ветрового стекла у модели 1959 года была также на 25 % больше.
Количество хромированных элементов внешней отделки было увеличено в сравнении с предыдущими модельными годами. Дверь грузового отделения, имевшая простую форму у Ranchero 1957-58 годов, получила выштамповки и новую выступающую хромированную ручку, тем самым поясная линия автомобиля стала более четко выражена. Хромированный молдинг, размещённый по средней линии кузова получил больший изгиб и стал проходить по кромке грузового отделения.
Отделка салона и сидений предлагалась из винилискожи или «из полимерной ткани», а запасное колесо находилось позади пассажирского сиденья. Custom Ranchero был единственной моделью Ranchero на рынке в 1959 году и предлагался в 26 цветах. В 1959 году было реализовано на рынке США и Канады 14 169 Ranchero, что почти в полтора раза превысило результаты продаж 1958 года.
 Статистика производства 
| Год  | Модификация | Объём производства |
| ---- | ----------- | ------------------ |
| 1957 | 66A         | 6,419              |
| 1957 | 66B         | 15,277             |
| 1958 | 66A         | 1,471              |
| 1958 | 66B         | 8,479              |
| 1959 | Ranchero    | 14,196             |

## Второе поколение
Ford Falcon стал основой для Ranchero второго поколения. Именно эта модель стала базой для Ford Falcon Utility, производившейся в Австралии, Ford Falcon Ranchero, выпускавшегося аргентинским подразделением Ford и продержалась на рынке дольше остальных — до 1991 года.
Модель 1960 года была использована как база при создании двухдверного универсала, а также фургона Ranchero Sedan Delivery.
 1963 

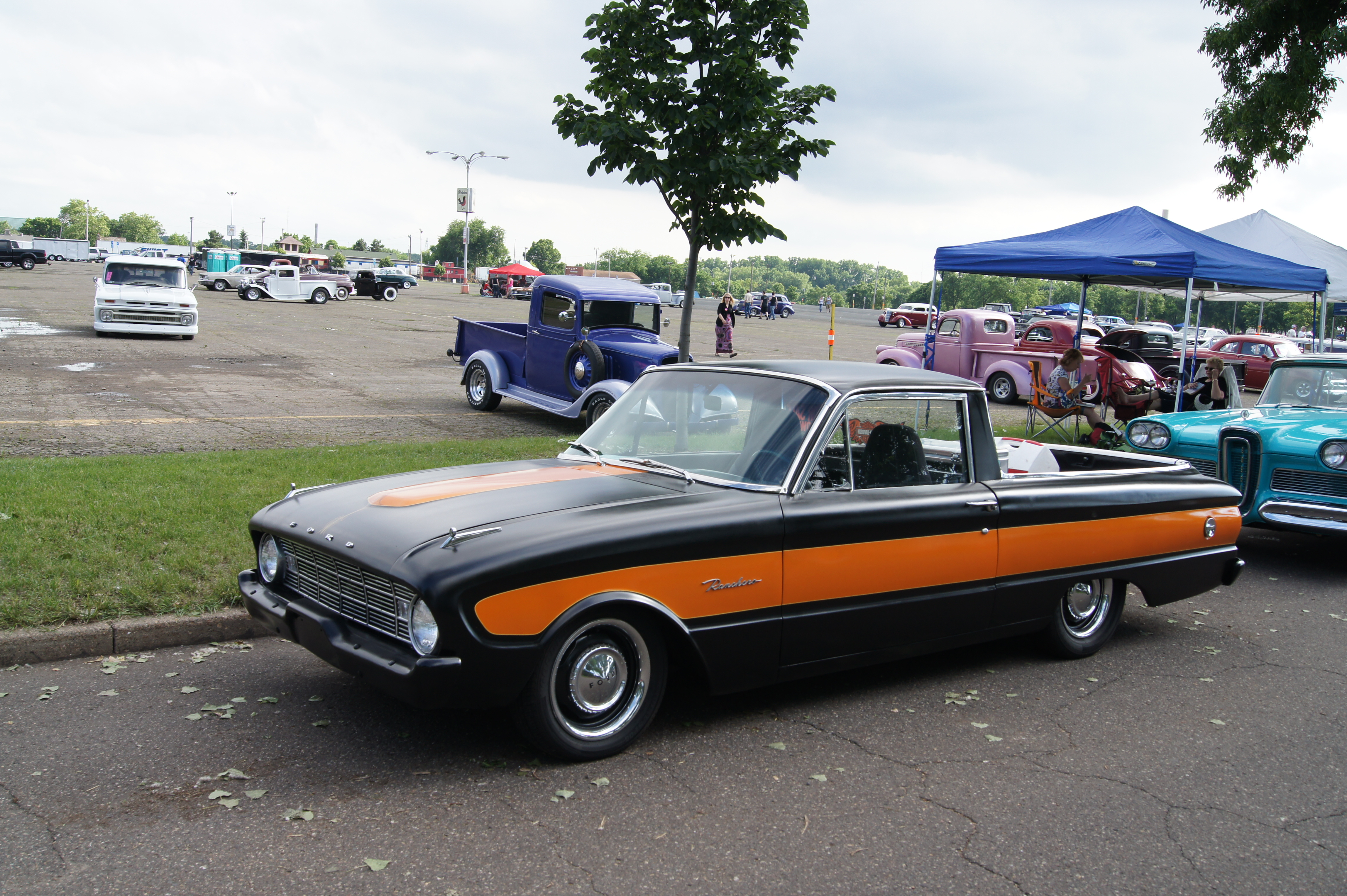
Ford Ranchero 1960 года

В 1962-63 гг. конструкторские подразделения Ford проводили эксперименты по созданию полноприводного варианта Ranchero (с использованием агрегатов Ford Ranchero 1962 модельного года) и, как минимум, один экземпляр был построен и проходил испытания, результаты которых, в дальнейшем, нашли своё применение в Ford Bronco
 1964 
 1965 

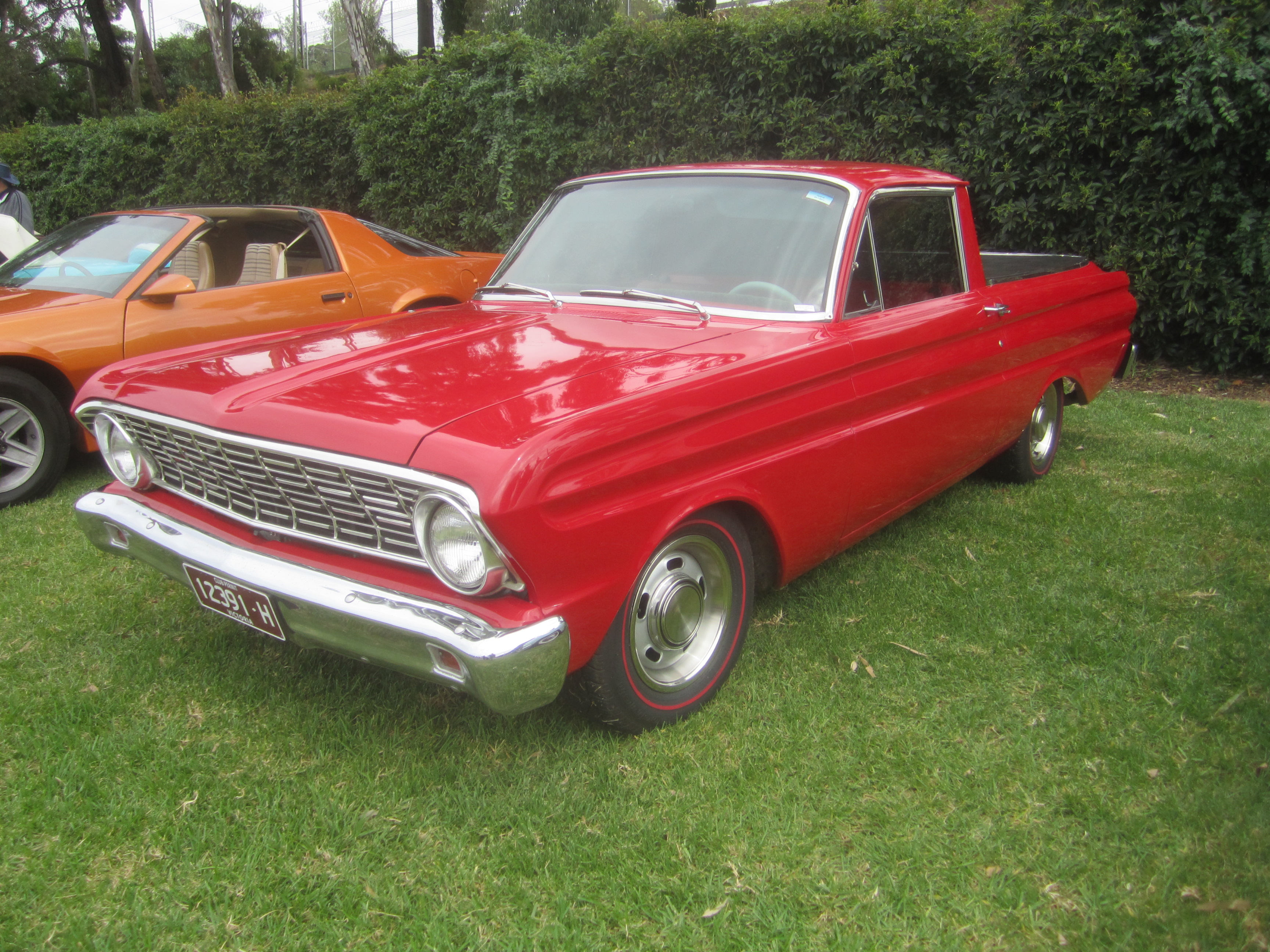
Ford Ranchero 1964 года

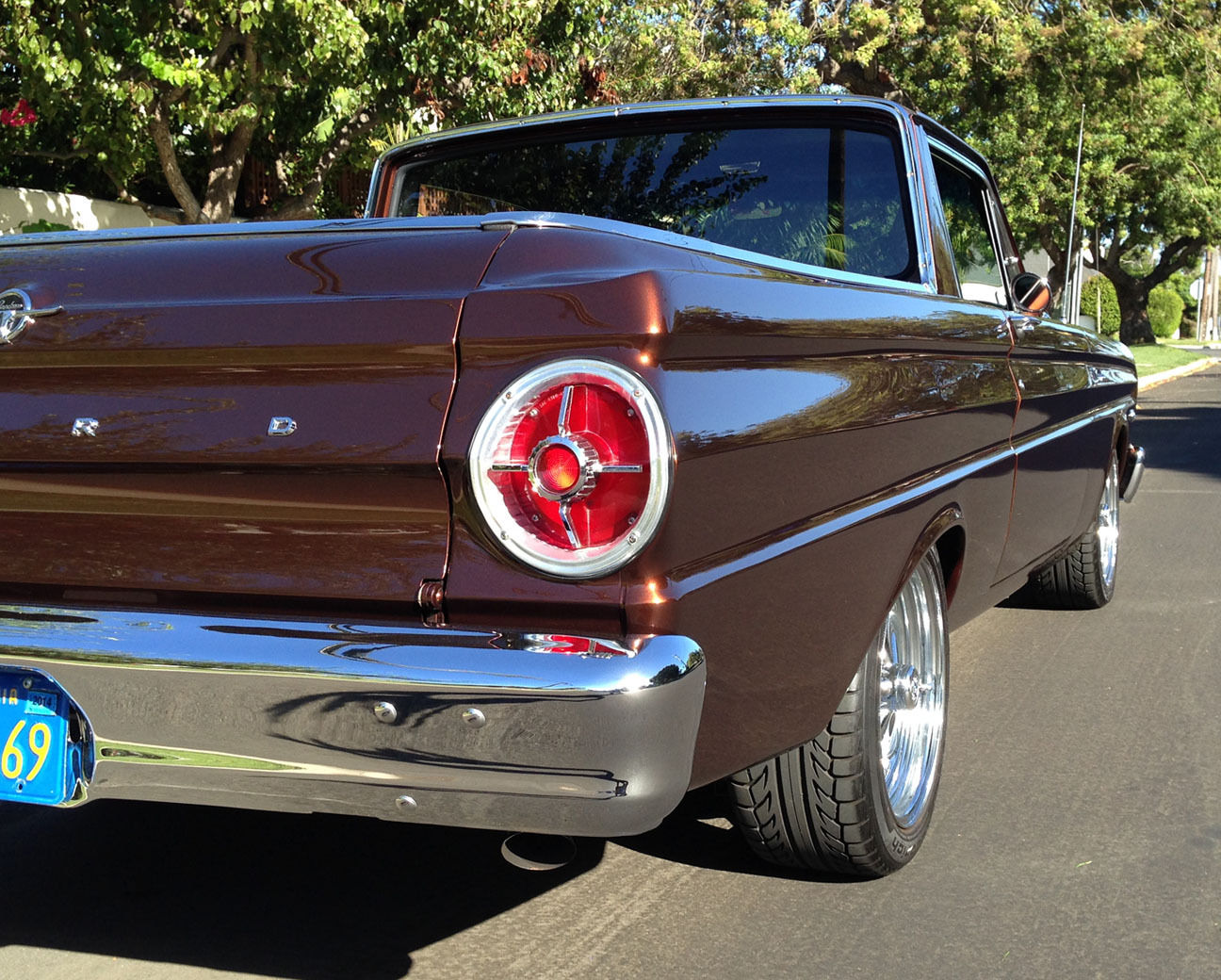
Задняя оптика Ford Ranchero 1965 года

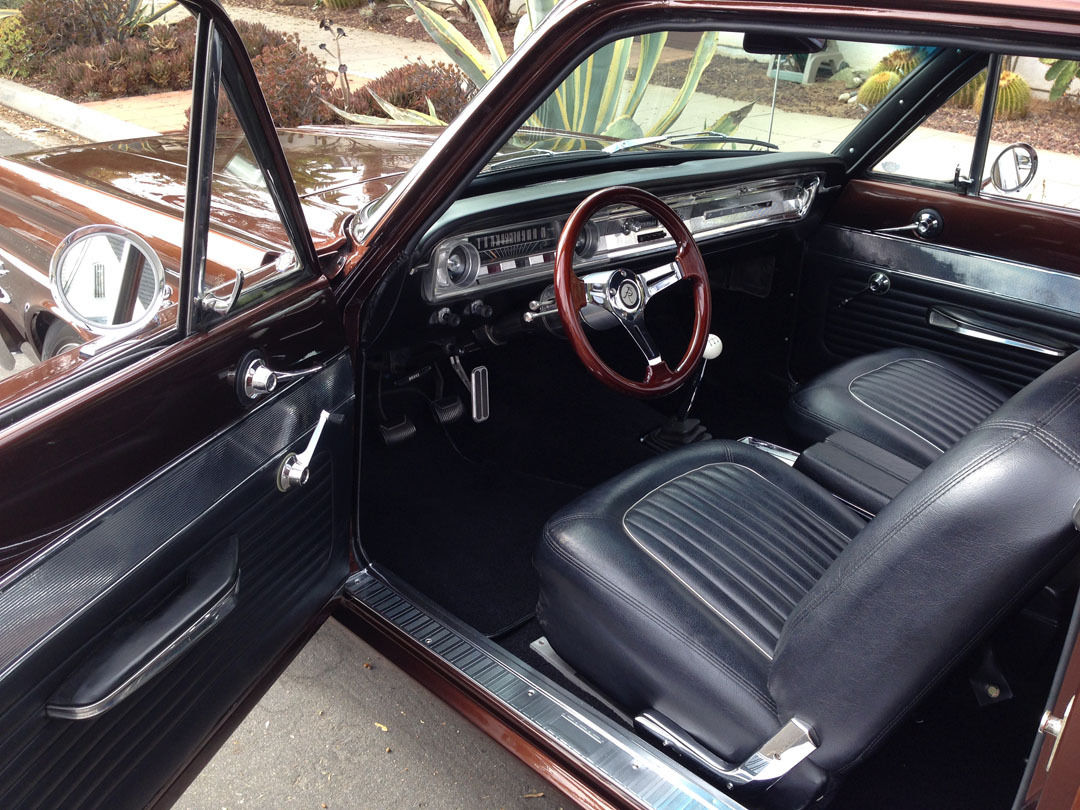
Салон Ford Ranchero 1965 года

В базовой комплектации с шестицилиндровым 105-сильным двигателем и трехступенчатой ручной коробкой передач Ranchero стоил 2088 $. Так как автомобиль строился на базе агрегатов Ford Falcon, то весь спектр опций, доступный Ford Falcon был доступен и для Ford Ranchero. Так, V-8 с двухкамерным карбюратором стоил покупателю дополнительные 157 $, V-8 с четырёхкамерным карбюратором — 211 $; комплектация автомобиля раздельными сиденьями добавляла к стоимости автомобиля 84,80 $, но они шли одним пакетом с отделкой «люкс» — дополнительные 84,80 $, установка четырёхскоростной механической коробки передач добавляла к стоимости Ford Ranchero 188 $, а наличие центральной консоли увеличивало стоимость автомобиля на 51,50 $.
 Статистика производства 
| Год  | Модификация | Объём производства |
| ---- | ----------- | ------------------ |
| 1960 | Ranchero    | 21,027             |
| 1961 | Ranchero    | 20,937             |
| 1962 | Ranchero    | 20,842             |
| 1963 | Ranchero    | 12,218             |
| 1963 | Deluxe      | 6,315              |
| 1964 | Ranchero    | 9,916              |
| 1964 | Deluxe      | 7,165              |
| 1965 | Ranchero    | 10,539             |
| 1965 | Deluxe      | 7,734              |
| 1965 | Buckets     | 990                |

## Третье поколение

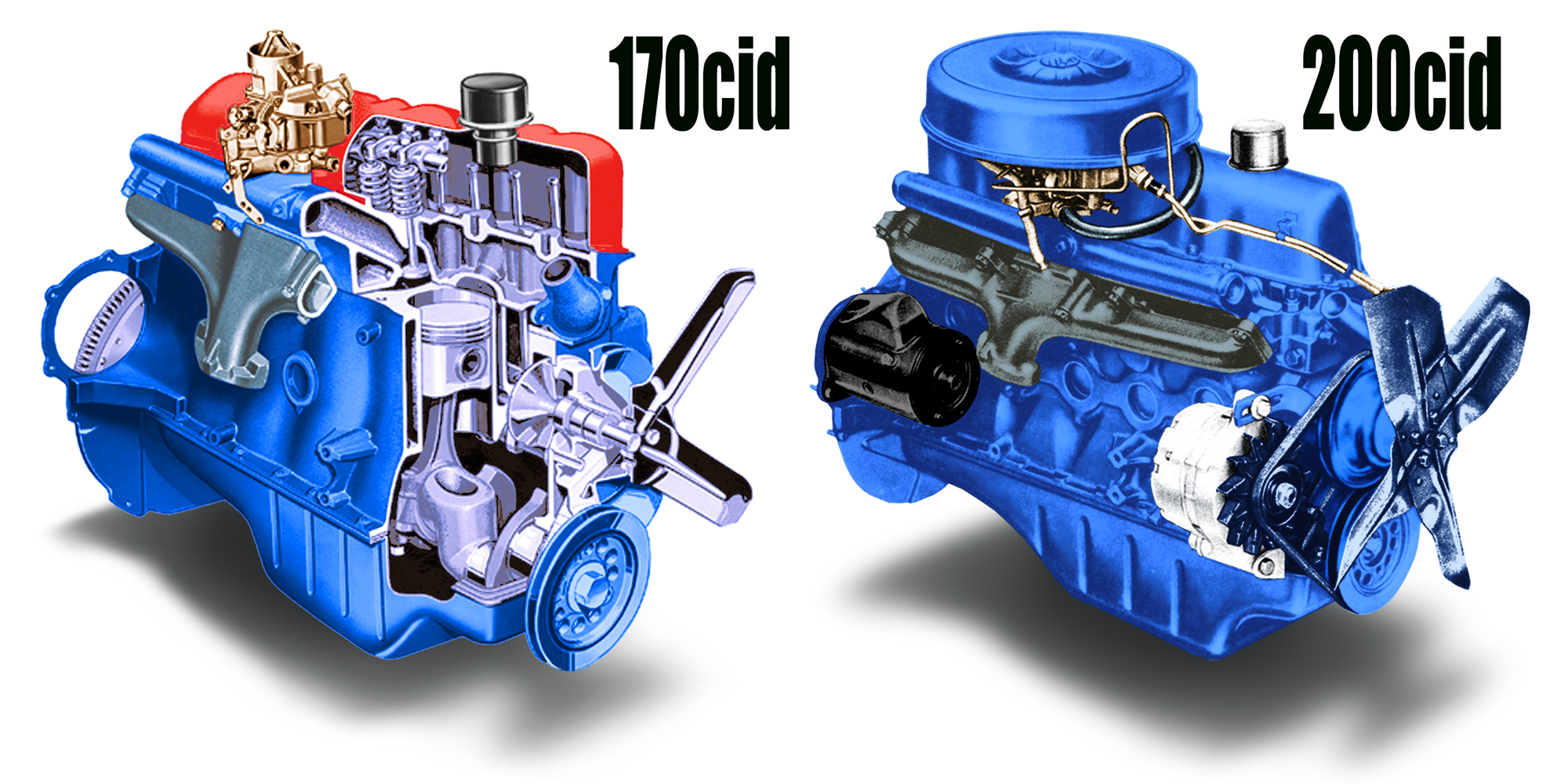
Двигатели Ford I-6, объёмом 2,8 и 3,3 литра, устанавливавшиеся на Ford Fairlane Ranchero

Модель 1966 года именовалась Ford Ranchero, в отличие от моделей 1960—1965 года, именовавшихся Ford Falcon Ranchero, с которой она имела большинство общих кузовных элементов, а также стилевое и дизайнерское единство, и модели 1967 года — Ford Fairlane Ranchero, с которой у неё была общая колесная база в 113 дюймов и силовые элементы, полученные в 1966 году также Ford Falcon (США) и универсалами Ford Fairlane (США). В 1966 году в стандартную комплектацию Ranchero были включены ремни безопасности, а также система «Thermactor», призванная контролировать вредные выбросы.
В 1966 году на автомобили Ford имелась возможность установки 12 вариантов двигателей — два рядных шестицилиндровых двигателя Ford Straight-6 третьего поколения (объёмом 2,8 и 3,3, мощностью 101 и 116 л. с.), рядный шестицилиндровый двигатель Ford Straight-6 четвёртого поколения — Truck Six (3,9 л.,138 л. с.), и девять восьмицилиндровых — Ford FE, мощностью от 325 до 425 л. с. и три двигателя Ford Windsor, мощностью 195 и 271 л. с.
Цена за базовую комплектацию Ranchero в 1966 году составляла $ 2218, что на $ 133 больше, чем стоимость пикапа F-100, обладавшего большей грузоподъёмностью.
Задняя оптика модели 1966 года имеет трехсекционные фонари овальной формы с круглыми поворотными фонарями красного цвета. Модели 1966 года имели богатую отделку хромом оконных рамок, заднего стекла, колёсных арок и окантовку борта грузового отделения, хромированные молдинги, а также крупную хромированную надпись «FORD» на задней двери (эта надпись отсутствовала на Ford Fairlane Ranchero 1967 модельного года).

### 1967
Модельный ряд Ranchero 1967 года получил такую же колесную базу в 113 дюймов, как и модель 1966 года, аналогичную Ford Falcon (США) и универсалам Ford Fairlane (США). Колесная база Ranchero 1967-го модельного года была на 3 дюйма меньше чем у Ford Fairlane (США), переднюю часть которого адаптировали при разработке Ranchero. Высота и ширина Ranchero в 1967 году были аналогичны модели 1966 года, а длина автомобиля увеличилась со 197,5 дюймов в 1966 году до 199.9 дюймов. Модель 1967 года также получила передние дисковые тормоза, недоступные в 1966 году. Наряду со всеми американскими автомобилями в 1967 году Fairlane Ranchero получил двухконтурную тормозную систему, а также травмобезопасные руль и внутреннюю рамку лобового стекла, снижавшие вероятность травматизма водителя и пассажиров и повышавшие общую безопасность автомобиля.
2 передние фары модели 1966 года были в 1967 году заменены на 4 спаренные, вертикально расположенные фары, а решётка радиатора получила три вертикальных и один горизонтальный брус, придававшие модели более спортивный вид, а отдельные кузовные детали (боковины кузова, задняя дверь) приобрели более сглаженную форму. Все это приводило модель 1967 года к общему стилевому единству не только с Ford Fairlane (США), но и со старшей моделью Ford Galaxie. Изменению подверглась также задняя оптика — у модели 1967 года используются вертикально расположенные трехсекционные ромбовидные фонари, выполненные в том же стиле, что и на модели Ford Fairlane (США) 1967 года. В отличие от модели 1966 года, у которой задние фонари располагались вертикально по схеме «белый-красный-белый», в 1967 году схема изменилась на «красный-белый-красный».
Стоимость автомобиля в максимальной комплектации (Ford 390 FE V8 с четырёхкамерным карбюратором, катализатор, автоматическая коробка передач, шины с «вайтволлами», усилители руля и тормозов, кондиционер, радио, тонированные стёкла, колпаки колес) составляла 3745 $, а отпускная цена (FOB factory) в стандартной комплектации 2474 $.
В целом, ряд двигателей, предлагавшийся к установке в 1967 году был аналогичен предлагавшимся вариантам 1966 модельного года. Модель 1967 года также получила, вдобавок к ранее использовавшимся, новый двигатель — Ford 390 FE V8 объёмом 6,4 литра и мощностью 315 л. с., что выводило его уже в разряд Muscle car.
В 1967 году предлагались 15 вариантов окраски автомобиля, из которых три — Sauterne Gold, Clearwater Aqua и Frost Turquoise предлагались только для моделей Fairlane 500 Ranchero и Fairlane 500/XL Ranchero, которые также могли получать хромированные белые, красные и чёрные полосы по боковинам кузова. Fairlane Ranchero предлагался в трёх базовых цветах — «красный», «синий», «кремовый» и 12 вариантах расцветки интерьера, с, преимущественно, тканевой отделкой, сиденьем в форме дивана. У Fairlane 500/XL Ranchero предлагались 13 вариантов отделки интерьера, с отделкой высококачественной винилискожей, сиденьем в форме дивана, а также широким использованием хромированных элементов в салоне. Модель Fairlane 500/XL Ranchero имела 15 вариантов отделки салона, богатое хромирование интерьера, раздельные сиденья с центральной консолью, а также (опционально) трехступенчатую автоматическую коробку передач, в отличие от Fairlane 500 Ranchero и Fairlane Ranchero, поставлявшихся с 3- и 4-ступенчатыми механическими коробками передач.
|                                             |                                         |                                                                                             |                                                             |                                                             |
| Ford Fairlane Ranchero 1967 модельного года | Интерьер салона Ford Ranchero 1967 года | Моторный отсек Ford Fairlane 500 Ranchero 1967 года с 6-цилиндровым двигателем Ford 200 Six | Ford Fairlane 500 Ranchero 1967 модельного года — вид сзади | Ford Fairlane 500 Ranchero 1967 модельного года — вид сбоку |

 Статистика производства 
| Год  | Модификация | Объём производства |
| ---- | ----------- | ------------------ |
| 1966 | Ranchero    | 9,480              |
| 1966 | Deluxe      | 12,280             |
| 1966 | Buckets     | 1,242              |
| 1967 | Ranchero    | 5,858              |
| 1967 | 500         | 9,504              |
| 1967 | XL          | 1,881              |

## Четвёртое поколение
1968 модельный год ознаменовался обновлением дизайна и появлением в линейке Fairlane новой модели Torino, относившейся к более высокому классу и считавшийся подклассом Ford Fairlane. Ford Ranchero в 1968 году использовал ту же колёсную базу, что и его предшественник 1967 года — 2,870 мм, аналогичную универсалам Fairlane и Torino. Основные изменения произошли во внешнем виде автомобиля, а не с его техническими характеристиками. Внешне модель 1968 года стала выглядеть более динамичной и спортивной, за счёт более угловатой формы кузова, увеличившихся размеров (ширина автомобиля увеличилась на 50 мм) и уменьшения высоты автомобиля почти на 70 мм. Визуально ширина автомобиля увеличивалась за счёт широкой хромированной радиаторной решётки с выделяющейся горизонтальной полосой, на которой были размещёны четыре фары, по две с каждой стороны. Боковины автомобиля стали более гладкими с одной разделительной полосой, чуть ниже средней линии кузова. В соответствии с изменениями в законодательстве США в части требований безопасности автомобилей, в 1968 году габаритные огни стали размещаться на внешнем крае передних крыльев и огибали их сбоку, также стали устанавливаться задние боковые отражатели. Задние фонари были в хромированном прямоугольном корпусе и вертикально располагались над бампером, а в их середине находились фонари заднего хода.
Салон моделей в линейке Fairlane 1968 года также подвергнулся полному редизайну. Приборная панель панель представляла собой четыре круглых модуля одинакового размера с интегрированными в них приборами и индикаторами.
На базовую модель Ranchero с шестицилиндровым двигателем, также как и у модели 1967 года, устанавливалась передняя пружинная подвеска со стабилизацией, сзади устанавливалась полуэллиптическая рессора. Для моделей с двигателем V8 устанавливалась более мощные пружины и амортизаторы. На все автомобили устанавливались барабанные тормоза (спереди и сзади), а в качестве опций предлагались к установке передние дисковые тормоза с усилителем.
Ford Ranchero 1968 модельного года предлагался на рынке США и Канады в трёх комплектациях: Ranchero — базовая модель, Ranchero 500 с вариантами отделки, как у Fairlane 500 и топ-модели — Ranchero GT с отделкой интерьера, аналогичной Torino GT.
На Ranchero 500 и GT устанавливались электрические салонные часы, декоративная отделка карт дверей, консолей, подлокотников и торпедо более качественными, в сравнении с базовой моделью, материалами, хромированные колпаки на колеса. На радиаторной решетке Ranchero GT была закреплена эмблема «GT», а капот отличался от Ranchero Base и 500 наличием воздухозаборника.
Для Ford Ranchero в 1968 году предлагались четыре базовых варианта двигателей — один шестицилиндровый и три восьмицилиндровых V-образных двигателя.
|                                                     |                                                                      |                                         |                                                     |                                                |
| Ford Ranchero GT 1968 модельного года — вид спереди | Дверь грузового отделения и задняя оптика Ford Ranchero GT 1968 года | Интерьер салона Ford Ranchero 1968 года | Открытое грузовое отделение Ford Ranchero 1968 года | Ford Ranchero 1968 модельного года — вид сбоку |

Модель 1968 года предлагалась в 15 вариантах расцветки кузова. Ford Ranchero GT дополнительно получал к стандартным вариантам окраски орнамент и полосы вдоль линии кузова чёрного, белого, красного, голубого или золотистого цветов.

### 1969
Модель 1969 года по стилистике была аналогичной Ford Ranchero 1968 года. Внешний вид автомобиля, отделка салона не претерпели особых изменений — изменениям подверглась решетка радиатора, сохранившая две акцентирующие продольные полосы.
На рынке Северной Америки Ford Ranchero предлагался в трёх модификациях — Ranchero Base, Ranchero 500 и Ranchero GT. В обшивке салонов всех модификаций использовалась винилискожа чёрного, синего и песочного (оригинальное название от Ford — nugget gold — «золотой самородок») цветов, у моделей Ranchero 500 и GT использовалась также винилискожа красного цвета, хромированные декоративные молдинги, использовавшиеся в отделке карт дверей, консолей, подлокотников и торпедо. Отделка салонов Ranchero 500 и GT соответствовала отделке Fairlane 500 и Torino GT, так, например, на дверных картах были закреплены декоративные хромированные эмблемы с надписями «Fairlane 500» и «Grand Torino».
|                                       |                                         |                                                                        |                                                     |                                                |
| Ford Ranchero GT 1969 модельного года | Интерьер салона Ford Ranchero 1969 года | Дверь грузового отделения и задняя оптика Ford Ranchero Base 1969 года | Открытое грузовое отделение Ford Ranchero 1969 года | Ford Ranchero 1969 модельного года — вид сбоку |

На автомобильной выставке 1969 года в Дейтройте был показан концепт-кар Ford Scrambler золотистого цвета, отдельные элементы которого были использованы в последующих моделях
 Статистика производства 
| Год  | Модификация | Объём производства |
| ---- | ----------- | ------------------ |
| 1968 | Ranchero    | 5,014              |
| 1968 | 500         | 10,029             |
| 1968 | GT          | 1,669              |
| 1969 | Ranchero    | 5,210              |
| 1969 | 500         | 11,214             |
| 1969 | GT          | 1,658              |
| 1969 | GTBuckets   | 727                |

## Пятое поколение
1970 
|                                                     |                                                   |                                                   |                                                       |                                                                         |
| Ford Ranchero GT 1970 модельного года — вид спереди | Ford Ranchero GT 1968 модельного года — вид сбоку | Ford Ranchero GT 1970 модельного года — вид сзади | Интерьер салона Ford Ranchero GT 1970 модельного года | Ford Ranchero 500 1970 модельного года — вид спереди с открытыми фарами |

 1971 
|                                                         |                                                                   |                                         |                                                     |                                                |
| Ford Ranchero Squire 1971 модельного года — вид спереди | Дверь грузового отделения и задняя оптика Ford Ranchero 1971 года | Интерьер салона Ford Ranchero 1971 года | Открытое грузовое отделение Ford Ranchero 1971 года | Ford Ranchero 1971 модельного года — вид сбоку |

 Статистика производства 
| Год  | Модификация | Объём производства |
| ---- | ----------- | ------------------ |
| 1970 | Ranchero    | 4,816              |
| 1970 | 500         | 8,976              |
| 1970 | GT          | 3,905              |
| 1970 | Squire      | 3,943              |
| 1971 | Ranchero    | 6,041              |
| 1971 | Custom      | 12,678             |
| 1971 | GT          | 3,632              |
| 1971 | Squire      | 2,595              |

## Шестое поколение

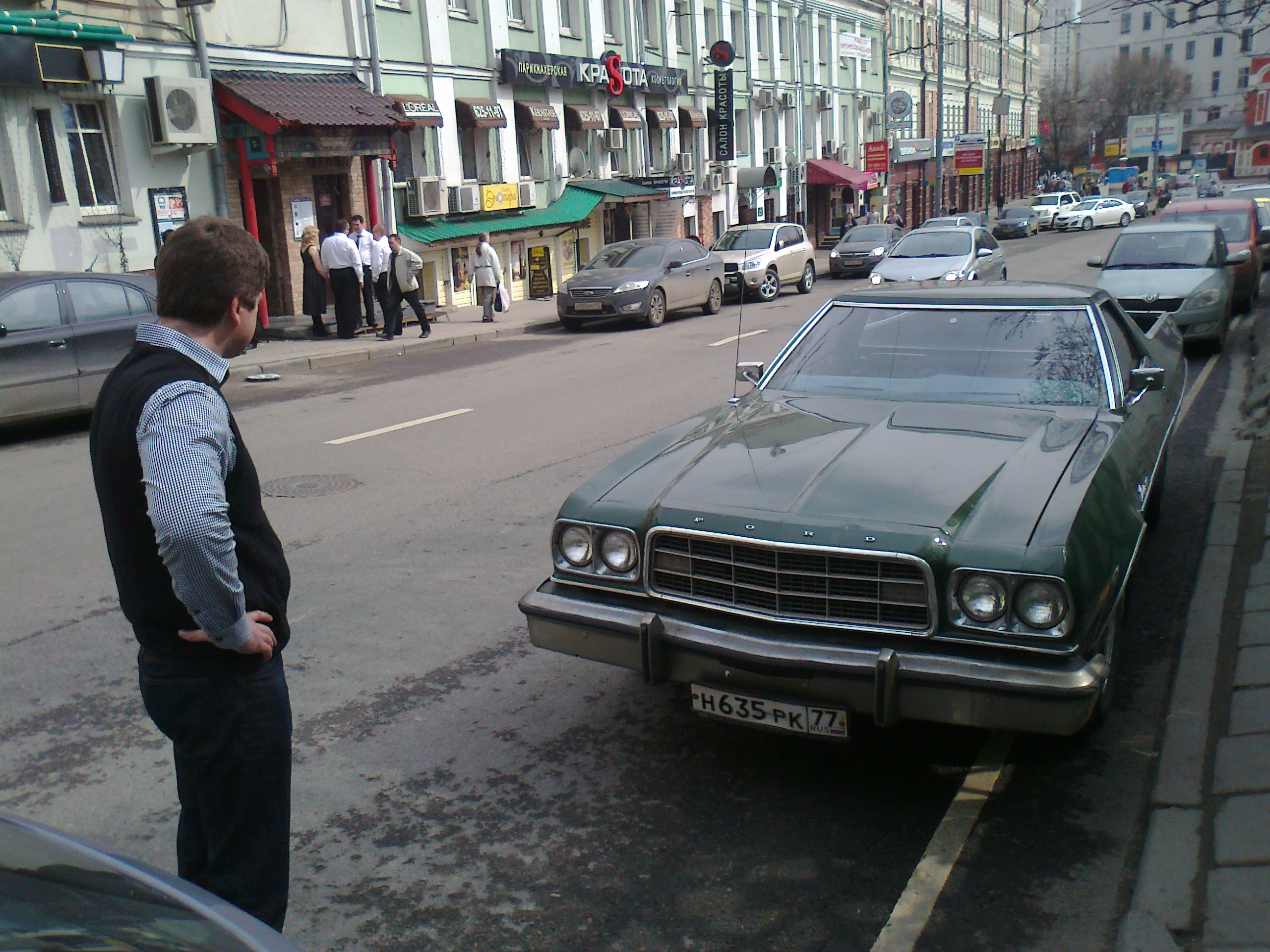
Ford Ranchero 1973 года в Москве

Статистика производства 
| Год  | Модификация | Объём производства |
| ---- | ----------- | ------------------ |
| 1972 | 500         | 23,431             |
| 1972 | GT          | 12,620             |
| 1972 | Squire      | 4,283              |
| 1973 | 500         | 25,634             |
| 1973 | GT          | 15,320             |
| 1973 | Squire      | 4,787              |
| 1974 | 500         | 18,447             |
| 1974 | GT          | 11,328             |
| 1974 | Squire      | 3,150              |
| 1975 | 500         | 8,778              |
| 1975 | GT          | 6,114              |
| 1975 | Squire      | 1,549              |
| 1976 | 500         | 9,958              |
| 1976 | GT          | 4,942              |
| 1976 | Squire      | 1,172              |

## Седьмое поколение
В 1976 году завершилось производство Ford Torino, и для Ranchero в Ford Motor Company решили использовать в качестве платформы Ford Thunderbird — люксовый автомобиль с кузовом «купе», при производстве которого использовалось шасси, применявшееся в Ford Elite 1972—1976 годах выпуска. Наряду с Ranchero и Ford Thunderbird это шасси также использовалось на Mercury Cougar, Ford LTD II с 1977 по 1979 год. Выбор платформы Ford Thunderbird был неординарным шагом, поскольку переводил Ford Ranchero в иную потребительскую группу. Вместе с новой платформой Ford Ranchero получил элекстростеклоподъёмники, электропривод сидений, дисковые тормоза и усилитель руля.
1977 год был годом 60-летия с момента выхода Ford на рынок коммерческих автомобилей и реклама последнего поколения Ranchero шла под лозунгом:

93 из 100 Ford’овских грузовых автомобилей, зарегистрированных за последние 12 лет до сих пор работают!
Новое поколение получило новые варианты отделки салона, «хищную» внешность — М-образную переднюю часть автомобиля с утопленными вертикально расположенными фонарями и выступающими крупной решёткой радиатора и крупными поворотниками. Модель Ford Ranchero GT внешне получила также особую окраску кузова продольными линиями с буквами «GT», выделявшую её среди других моделей Ford Ranchero.
В 1977 году для Ranchero предлагались к установке четыре базовых варианта восьмицилиндровых двигателей — Ford Windsor 302, Ford Windsor 351W, Ford Cleveland 335, Ford 385 — все модели с двухкамерными карбюраторами, мощностью от 134 до 168 л. с.
Ford Motor Company также осуществлял выпуск полицейской версии Ranchero, отличавшейся форсированным двигателем серии Ford 385 с четырьмя карбюраторами — 460 Police Cruiser «460 PC», мощностью 273 л.с. На Ranchero седьмого поколения эта модель Ford 385 engine устанавливалась в 1977 и 1978 гг. и только на автомобили, продаваемые как транспортные средства специального назначения для правительственных учреждений (полиция, пограничная охрана и т. п.).
Продажи Ford Ranchero седьмого поколения шли достаточно успешно, с 1977 по 1979 было произведено 71 338 автомобилей.
|                                                     |                                                       |                                                   | |                                                          |
| Ford Ranchero GT 1978 модельного года — вид спереди | Интерьер салона Ford Ranchero GT 1977 модельного года | Ford Ranchero GT 1977 модельного года — вид сбоку | Моторный отсек Ford Ranchero GT 1977 модельного года с восьмицилиндровым двигателем Ford 302 Windsor | Грузовое отделение Ford Ranchero GT 1977 модельного года |

### 1978
В 1978 году (год 75-летия Ford Motor Company) Ranchero предлагался в 12 базовых вариантах окраски, в том числе и краской металлик (Silver Metallic, Dark Jade Metallic, Dark Brown Metallic, Shampange Metallic), а также в двух опциональных цветах (предлагавшихся за дополнительную плату) — Bright Blue Glow и Light Jade Glow. Для модели Ranchero 500 предлагалась также двухцветная окраска крыши, капота и нижних боковин кузова.
Отделка интерьера салона автомобиля и сидений предлагалась в нескольких вариантах — винилискожей, тканью, а также комбинации из этих материалов. Сиденья предлагались как раздельные, так и в форме единого дивана.
За отдельную плату предлагались хромированные колёсные диски, кондиционер, AM/FM радио, панель приборов, руль и зеркала в спортивном стиле — всего около 30 опций.
|                                                           |                                                           |                                                   |                                                |                                                                       |
| Ford Ranchero brougham 1978 модельного года — вид спереди | Интерьер салона Ford Ranchero Squire 1978 модельного года | Ford Ranchero GT 1978 модельного года — вид сбоку | Ford Ranchero 1978 модельного года — вид сзади | Грузовое отделение Ford Ranchero Squire Brougham 1978 модельного года |

### 1979
Внешнее оформление Ford Ranchero 1979 модельного года в целом было аналогично 1978 году. Ряд двигателей, предлагавшихся к установке сократился до трёх вариантов — Ford Windsor 302 V8 (140 л. с.) Ford Windsor 351W V8 (135 л. с.) и Ford Cleveland 335 V8(152 л. с.) более мощные двигатели Ford 385 engine с 1979 года не устанавливались на легковые автомобили Ford.
Так называемая, модель 1979 ½, выпущенная ограниченным тиражом, получила отделку кожей приборной панели и салона, особую схему окраски Так, Ford Ranchero 500 Special Edition окрашивался в два цвета (например, красный кузов с белым верхом кабины и тёмно-красным салоном), внешние поверхности имели большое количество хромированных деталей, в том числе и колёсные диски, двойные подлокотники, отделанные кожей сиденья, дверные карты, руль и приборная панель, кондиционер, AM/FM радио, зеркала в спортивном стиле.
Ограниченный спрос и проводимые правительством США меры по ужесточению требований к экологичности и экономичности легковых автомобилей сделало Ford Ranchero малопривлекательным с точки зрения производства. В то же время требования к экологическим выбросам и экономии топлива к грузовым автомобилям были не столь жёстки и Ford Motor Company перешёл на производство пикапов на рамном шасси, более дешёвых в сравнении с легковыми автомобилями. Ниша, ранее занимаемая Ford Ranchero была заполнена пикапами Ford Courier, а с 1983 года Ford Ranger.
|                                                  |                                                | |                                                       |                                                                       |
| Ford Ranchero 1979 модельного года — вид спереди | Ford Ranchero 1979 модельного года — вид сзади | Моторный отсек Ford Ranchero 500 1979 модельного года с восьмицилиндровым двигателем Ford 351 Windsor | Интерьер салона Ford Ranchero GT 1979 модельного года | Грузовое отделение Ford Ranchero Squire Brougham 1979 модельного года |

 Статистика производства 
| Год  | Модификация | Объём производства |
| ---- | ----------- | ------------------ |
| 1977 | 500         | 9,453              |
| 1977 | GT          | 12,462             |
| 1977 | Squire      | 1,126              |
| 1978 | 500         | 9,911              |
| 1978 | GT          | 12,469             |
| 1978 | Squire      | 908                |
| 1979 | 500         | 12,093             |
| 1979 | GT          | 12,159             |
| 1979 | Squire      | 758                |

## Falcon Ranchero в Аргентине
С 1962 по 1991 год Ford Motor Argentina производился Ford Falcon, по своим техническим характеристикам аналогичный Ford Falcon (США) первого поколения. На его базе был разработан и выпускался 1973 по 1991 год ют, получивший название Ford Falcon Ranchero.
Разработка модели началась в 1971 году, когда руководители Ford Motor Argentina решили разработать на платформе Ford Falcon новый ют, который дополнил бы в линейке бренда пикап Ford F-100 традиционно пользовавшегося большим спросом в Аргентине.
В 1971—1973 годах проводились проектировочные и испытательные работы, устранялись недостатки в конструкции, чтобы получить автомобиль, соответствующий критериям Ford. Наконец, после двух лет испытаний (пробег прототипов составил около 160 000 км), 24 августа 1973 года на рынок был представлен Ford Falcon Ranchero, одновременно с Ford Falcon Sprint.

### 1973—1977
Модель выпускалась в двух вариантах — Standard и Deluxe (с 1974 года). На Ford Falcon Ranchero устанавливались задние фонари от Ford F-100 1972 модельного года и окрашенные в серый цвет бампера.
Версия Standard получила упрощённую отделку и не имела боковых молдингов, в версии Deluxe внешняя отделка, в целом, была аналогичной седану, устанавливались 14-дюймовые колеса, а также хромированная надпись «Deluxe» на задней стойке хромированные молдинги вдоль кузова и хромированные бампера с «клыками».
Отделка салона Ford Falcon Ranchero, в целом, была аналогичной седану, в отделке приборной панели использовался пластик, преимущественно чёрного цвета с вставками «под дерево». Под трехместным диваном располагалось отделение для хранения и запасное колесо.
На двери кузова с правой стороны располагалась выштампованная надпись «Ford». Автомобиль, по сравнению с оригинальными Ford Ranchero, получил более высокие борта грузового отделения, объём кузова составлял 1,94 м³, а с открытой дверью кузова объём возрастал до 2,38 м³. Распространение получило использование разного рода кузовных надстроек, увеличивающих объём грузового отделения Ford Falcon Ranchero.
Ford Falcon Ranchero Deluxe выпускался в «тяжёлой» и «лёгкой» версиях. При одинаковых габаритах они имели разную грузоподъёмность — 565 и 465 кг, соответственно; на «тяжёлую» версию устанавливались шестицилиндровый двигатель Ford 221, мощностью 132 л. с. и передние дисковые тормоза, на «лёгкой» — шестицилиндровый двигатель Ford 188, мощностью 132 л. с. и барабанные тормоза.
В аргентинском автомобильном журнале [Revista Corsa] в июне 1973 года отмечалось, что: « с введением Ford Ranchero компания General Pacheco отвечает требованиям очень специфического сектора рынка, сочетая в себе качества грузовика с удобствами и комфортом легкового автомобиля, подходящего для города и деревни».
Первое поколение продавалось очень хорошо, и с 1974 по 1978 год автомобиль успешно экспортировался на Кубу. В 1974 году он стал самым продаваемым автомобилем в Аргентине, в 1973 году было реализовано около 35 000 автомобилей. За период с 1973 по 1978 год, в общей сложности, было реализовано 110 382 автомобилей.
|                                                     |                                                   |                                                                                      |                                                       |                                       |
| Ford Falcon Ranchero Deluxe 1977 года — вид спереди | Ford Falcon Ranchero Deluxe 1977 года — вид сбоку | Моторный отсек Ford Falcon Ranchero 1977 года с шестицилиндровым двигателем Ford 221 | Интерьер салона Ford Falcon Ranchero Deluxe 1977 года | Ford Falcon Ranchero Deluxe 1977 года |

### 1978—1981
В 1978 году было произведено обновление, выпускаемых моделей Ford Falcon. Изменения, в целом, носили косметический характер, так двигатели 188 и 221 стали называть 3,0 и 3,6 (в соответствии с европейской классификацией объём стал указываться в литрах, а не в кубических дюймах). Автомобиль получил новую пластиковую решётку радиатора, аналогичную седану, с вертикальными полосами, оранжевые поворотники, травмобезопасные «утопленные в кузов» дверные ручки и эмблему с указанием мощности двигателя.
Версия Deluxe получила обновлённые молдинги, и надпись «Deluxe» на двери кузова. Надпись «Falcon», находившуюся с 1973 по 1977 год на переднем крыле перенесли на заднее рыло. Автомобиль, вместе со всей линейкой Ford Falcon получил новые варианты отделки салона и изменённый замок зажигания, снижающий вероятность угона.
Длина грузового отделения составляла 1940 мм. Грузоподъёмность базовой версии составляла 1920 кг, а у моделей, оборудованных дисковыми тормозами повышалась до 2010 кг.

### 1982—1987
Автомобиль получил новую выхлопную систему(вместе со всей линейкой Ford Falcon), новые бамперы с пластиковыми накладками, пластиковая решётка радиатора получила горизонтальное расположение полос, были удалены вентиляционные отверстия на дверной стойке и стали устанавливаться пластиковые зеркала.
Линейка двигателей осталась прежней, но автомобиль получил вискомуфту вентилятора, карбюратор с автоматическим дросселем, электронное зажигание и передние дисковые тормоза, так что все Ranchero стали «тяжелыми». В качестве опции с двигателем объёмом 3,6 л. предлагалась 4-х скоростная коробка передач.
Внутри салона в больших объёмах стал использоваться пластик. Последующие изменения :
В 1985 году перестали устанавливаться хромированные дверные ручки, вместо которых ставились простые чёрные.
```

```

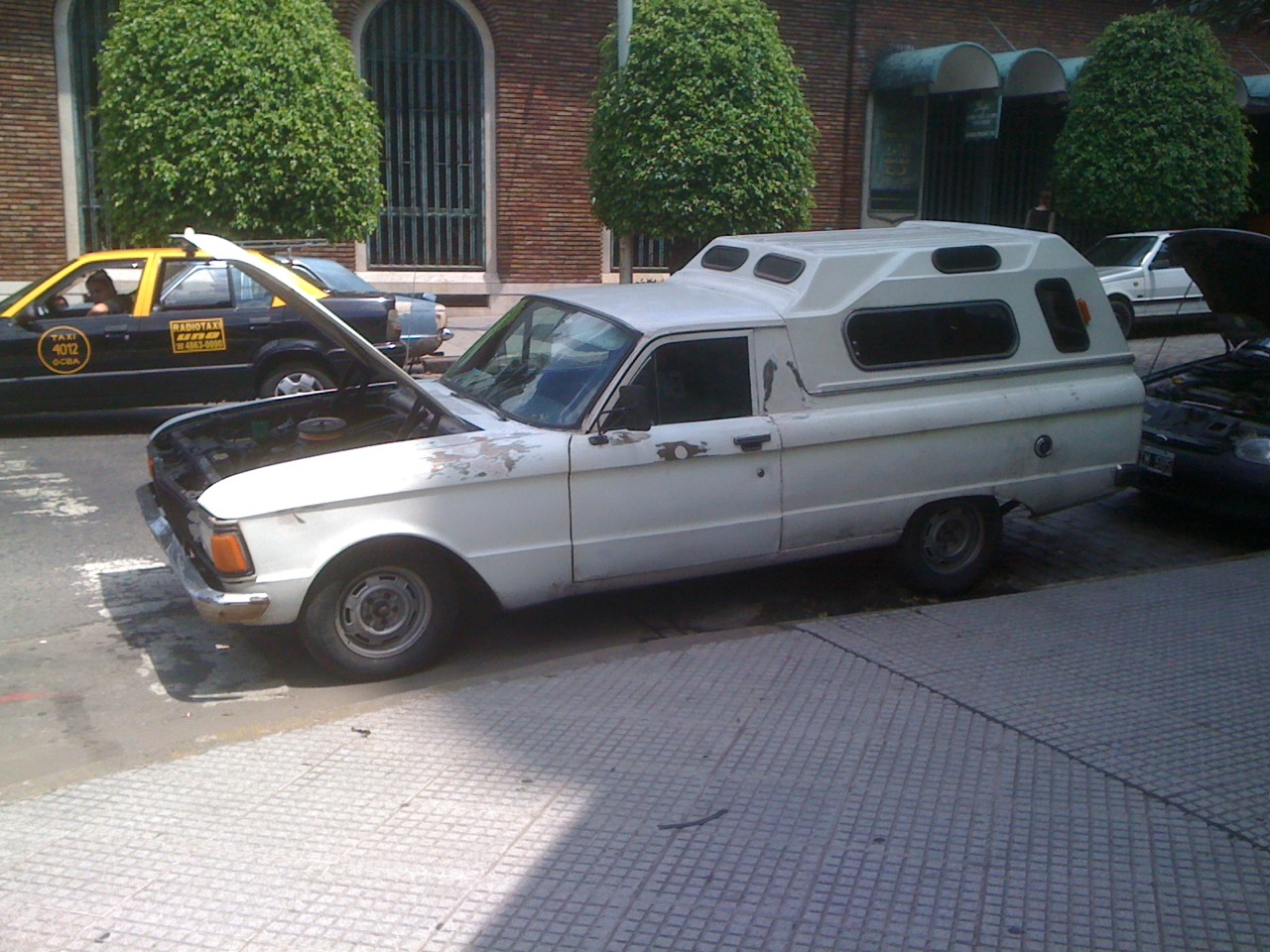
Ford Falcon Ranchero — вид спереди
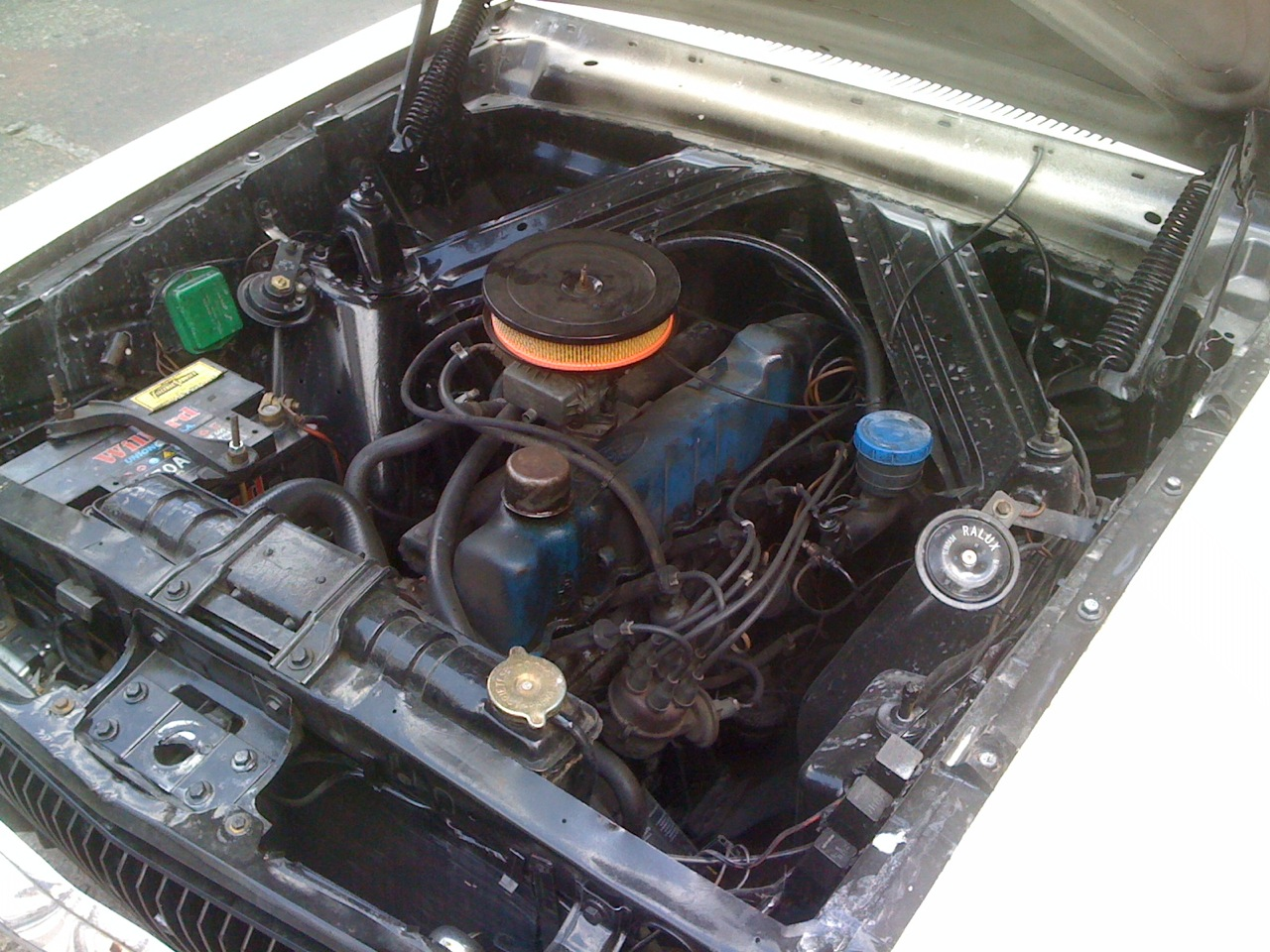
Двигатель Ford 188 Inline 6, устанавливавшийся на Ford Falcon Ranchero
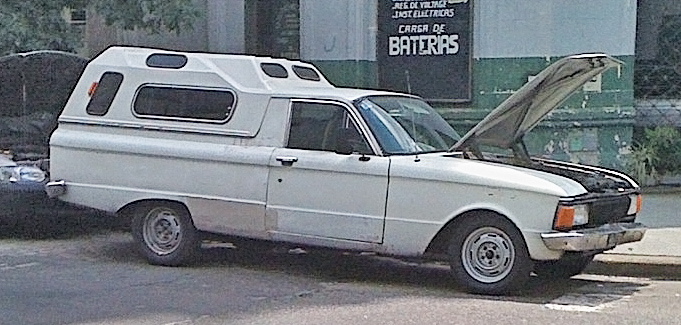
Ford Falcon Ranchero, выпускавшийся в Аргентине с кузовом-фургон

### 1988—1991
В 1988 году было прекращено производство версии Deluxe, в линейку двигателей был добавлен 2,4-литровый дизельный двигатель Borgward VM-HR-462 H, который предлагался к установке в 1988—1989 годах, но из-за проблем постановкой в производство от дизельной версии отказались.
В 1989 году на Ford Falcon, в том числе и на Ranchero, стал устанавливаться двигатель Ford 3.0 Max Econo, отличавшийся большей экономичностью, в сравнении с предыдущими моделями.
В 1990 году с приборной панели были удалены часы и все хромированные элементы, которые оставались у Ranchero после предыдущей модификации.
Производство последнего поколения аргентинских Ford Falcon Ranchero завершилось 21 сентября 1991 года, когда с конвейера сошёл последний Ranchero. Выпуск Ranchero был прекращён из-за низкого спроса на всю линейку Ford Falcon, а также по причине морального устаревания модели, базировавшейся на агрегатах Ford Ranchero второго поколения.

## Falcon Ranchero в ЮАР

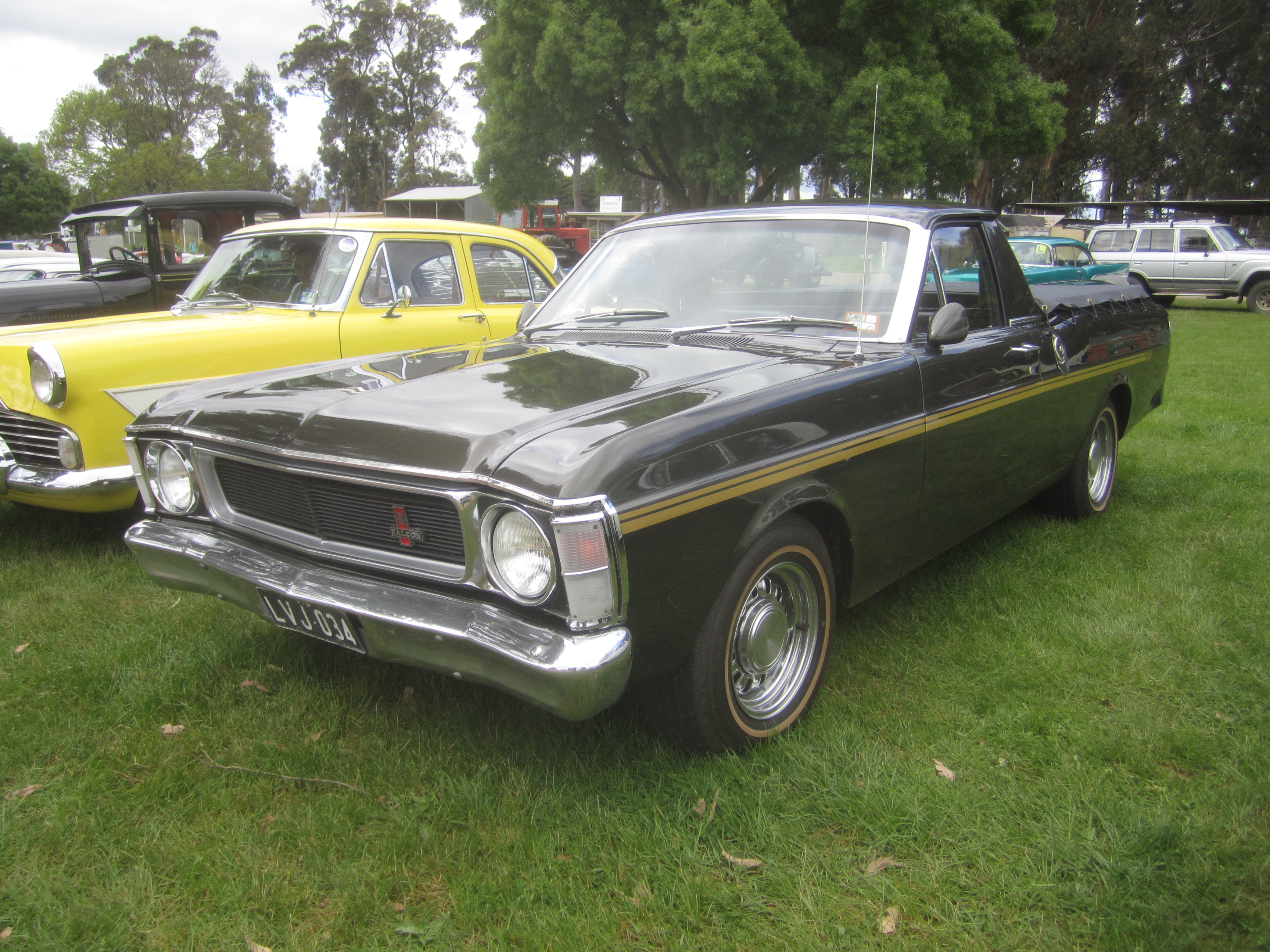
Ют Ford Falcon XW, собиравшийся в ЮАР как Ford Ranchero XW
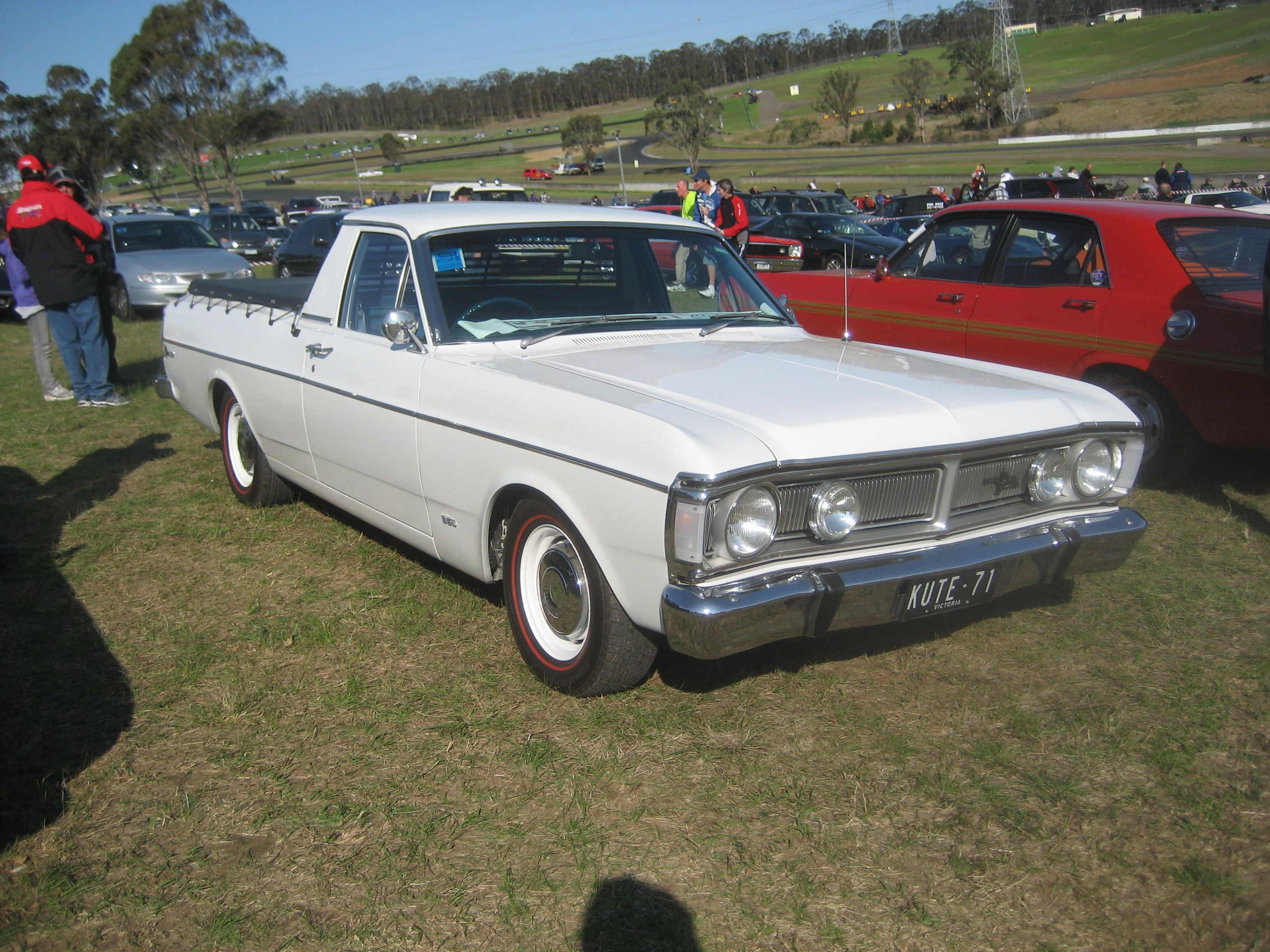
Ют Ford Falcon XY, собиравшийся в ЮАР как Ford Ranchero XY
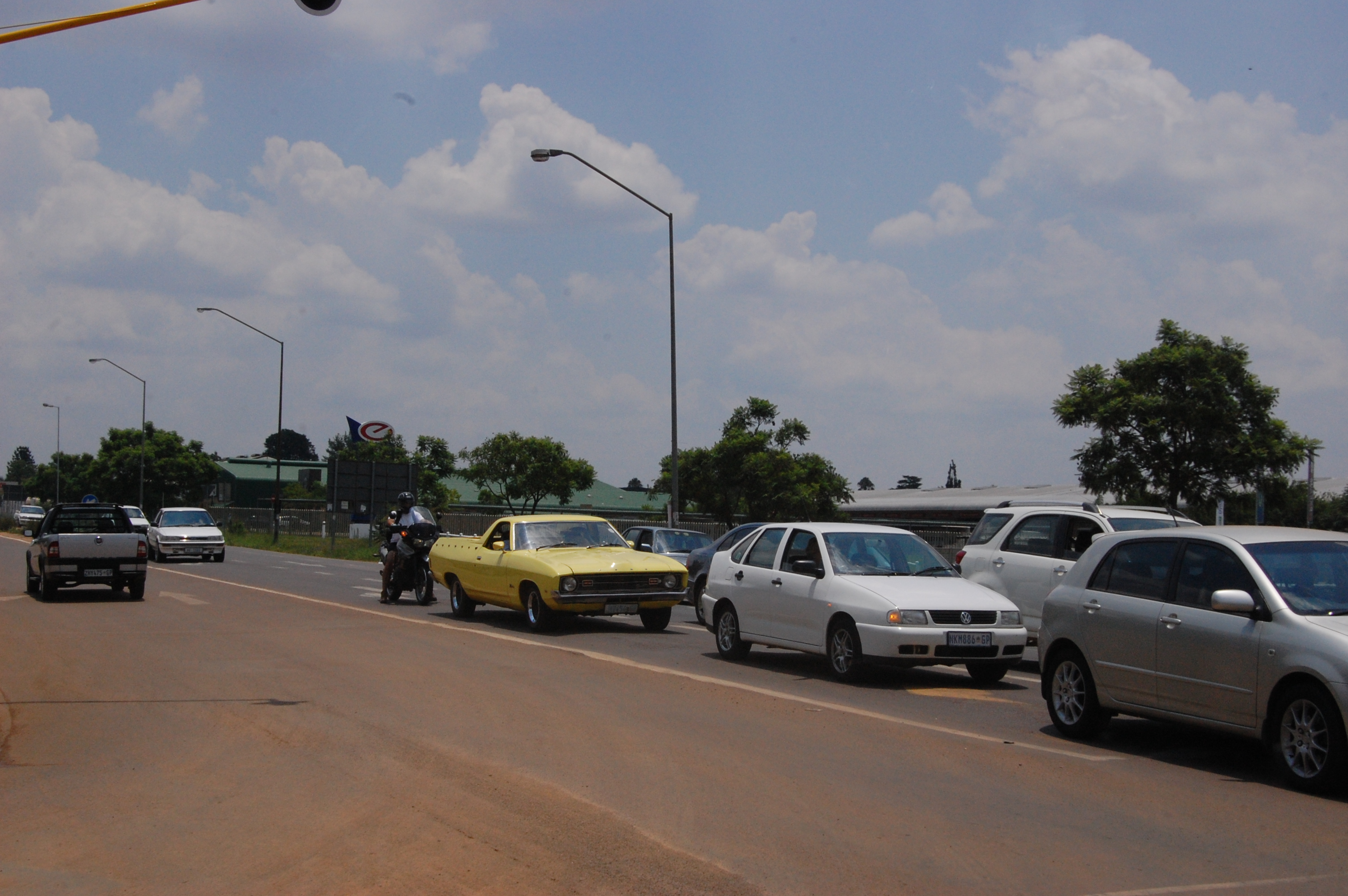
Ют Ford Ranchero XA на дорогах ЮАР в 2012 г.
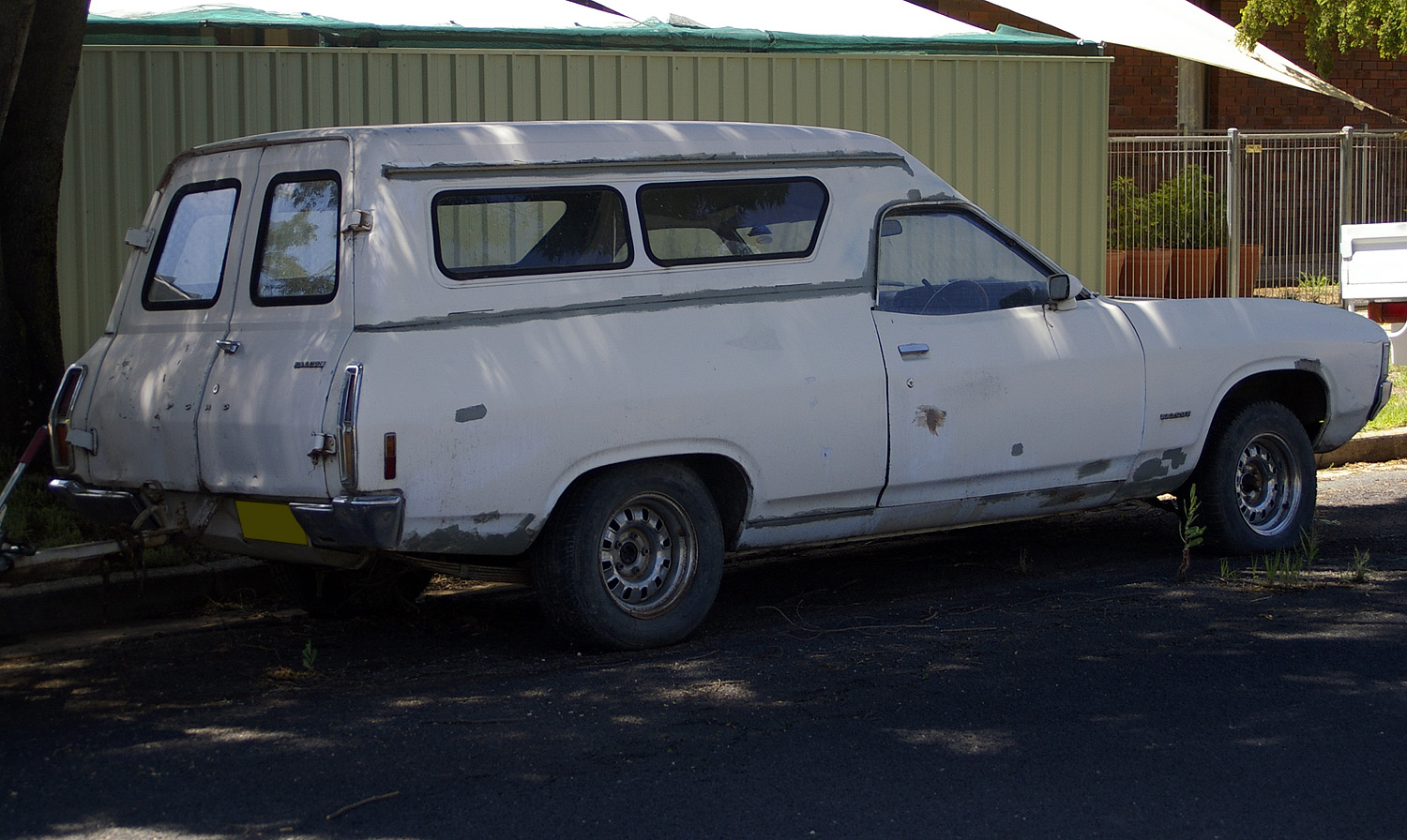
Ford Ranchero XA с кузовом-фургон в ЮАР

В 1970—1973 годах в Порт-Элизабет осуществлялась сборка ютов Ford XW Falcon, Ford XY Falcon и Ford XA Falcon из поставляемых Ford Australia сборочных комплектов, под названием Ford Ranchero.
Модели вели своё происхождение от Ford Falcon (США) первого поколения, на автомобили устанавливалась широкая линейка двигателей (рядных шестицилиндровых и V-образных восьмицилиндровых), объёмом от 3,1 до 5,8 литра, мощностью до 300 л. с. Автомобили поставлялись как с ручной (3- и 4-ступенчатой), так и с автоматической 3-ступенчатой коробкой передач.
Реклама Ford Ranchero 500 в ЮАР шла под лозунгом: «Новый Ranchero 500. Пять литров силы. Пятизвёздное качество.»
По своим техническим характеристикам, внешней отделке и отделке салона (за исключением эмблем) автомобили были аналогичны Ford Falcon, производившимся и реализовывавшимся на рынке Австралии.
Ford Falcon Ranchero ЮАР:
| Модель                  | годы      | двигатель | длина   | высота  | ширина  | колесная база | масса   | трансмиссия                                                |
| ----------------------- | --------- | --- | ------- | ------- | ------- | ------------- | ------- | ---------------------------------------------------------- |
| Ford XW Falcon Ranchero | 1969-1970 | 3.1 л., L6 (114 л. с.) 3,6 л., L6 (135 л. с.) 5,0 л., V8 (210 л. с.) 5.8 л., V8 (230 л. с.)                        | 4689 мм | 1417 мм | 1869 мм | 2819 мм       | 1348 кг | механическая 3-ст. механическая 4-ст. автоматическая 3-ст. |
| Ford XY Falcon Ranchero | 1970-1972 | 3.3 л., L6 (130 л. с.) 4.1 л., L6 (155 л. с.) 4.9 л., V8 (240 л. с.) 5.8 л., V8 (260 л. с.)                        | 4689 мм | 1417 мм | 1869 мм | 2819 мм       | 1362 кг | механическая 3-ст. механическая 4-ст. автоматическая 3-ст. |
| Ford XA Falcon Ranchero | 1972-1973 | 3.3 л., L6 (130 л. с.) 4.1 л., L6 (155 л. с.) 4.1 л., L6 (170 л. с.) 4.9 л., V8 (240 л. с.) 5.8 л., V8 (260 л. с.) | 4689 мм | 1417 мм | 1900 мм | 2819 мм       | 1369 кг | механическая 3-ст. механическая 4-ст. автоматическая 3-ст. |

## Культурные аспекты
- Элвис Пресли был обладателем нескольких Ford Fairlane 500 Ranchero 1967 года, часть из которых он приобрел для себя (по его заказу, в частности, в интерьер автомобилей были добавлены его монограммы)[40], а часть подарил своим родственникам и друзьям. Известно несколько Ford Fairlane 500 Ranchero 1967 года, описываемых, как машины принадлежащие певцу: в автомобильном музее в Моррилтон, Арканзас[41]; на ранчо «Circle G», приобретённом Элвисом Пресли в 1967 году в Миссисипи есть Ford Fairlane 500 Ranchero красного цвета (серийный номер 7K48C168901) с монограммами певца[40]; на аукционе вещей, принадлежащих Элвису Пресли, проходившем 8-10 октября 1999 года в Лас-Вегас, Невада выставлялся на продажу Ford Fairlane 500 Ranchero голубого цвета[42]
- На телеканале Globo 04.04.2010 вышла передача Auto Esporte, полностью посвящённая истории Ford Ranchero[43].

## В игровой и сувенирной индустрии

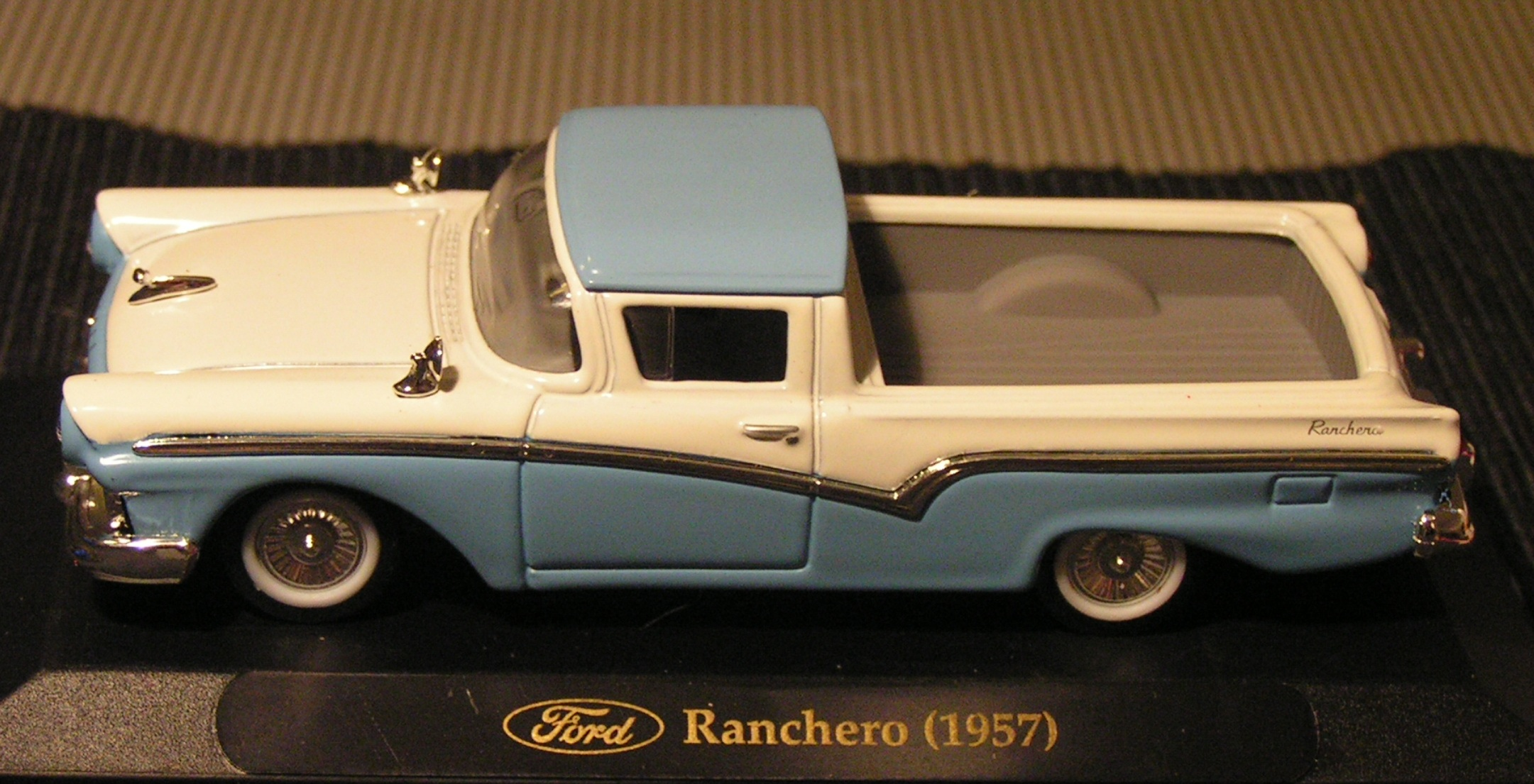
Ford Ranchero 1957 года в масштабе 1:43 от Yat Ming

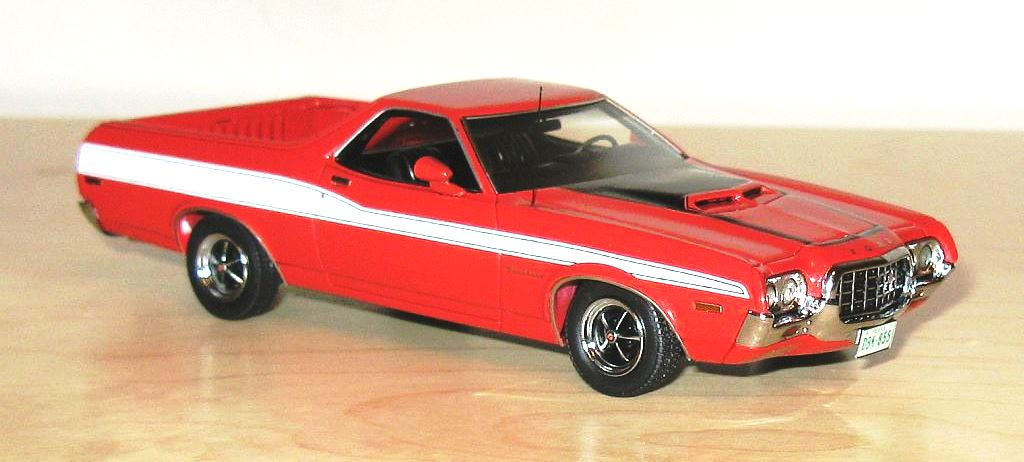
Ford Ranchero 1972 года в масштабе 1:43 от Neo Scale Models

Большинство выпущенных масштабных моделей автомобиля Ford Ranchero выполнены из металла по технологии «Die-cast» — литьё под давлением и представляют модель первого поколения 1957 года.
- В 1957-1979 годах по заказу Ford Motor Company выпускались промо-модели Ford Ranchero  из пластика в масштабе 1:25.
- В 1959 году японский производитель  игрушек Yonezawa выпустил оловянную игрушку зелёного цвета, представляющую Ford Ranchero 1959 года, № 3216
- В 1959 году американский производитель  игрушек Marx выпустил игрушку Ford Ranchero 1959 года зелёного цвета
- В 1960 году производитель моделей Revell выпустил модель для сборки Ford Ranchero Custom 1957 года в масштабе 1:25.
- В 1962 году американский производитель  игрушек  Hubley Manufacturing Company выпустил игрушку Ford Falcon Ranchero 1961 года в нескольких вариантах оформления, в том числе - эвакуатор.
- «Product Miniature Company» в начале 1960-х гг. выпускала пластиковую модель для сборки в масштабе 1:20.
- В начале 1970-х гг. производитель игрушек Midgetoy на заводе в Рокфорде, штат Иллинойс, США выпускал  Ford Ranchero 1970 года в нескольких цветовых вариантах оформления.
- «Liberty Classics Company» в 1994 году выпустила для Eastwood Automobilia модель Ford Ranchero 1957 года в масштабе 1:25 «Ford Ranchero Street Machine».
- В 1995 году «Liberty Classics Company» выпустила масштабную модель Ford Ranchero 1957 года в масштабе 1:25, а затем, в том же году, повторила модель для «Toy Collector Club of America» в расцветке доставочных грузовиков «Pepsi-Cola», для «Hemmings Motor News. Antique Auto Publications» и для Eastwood Automobilia «Ron Francis' Wire Works» — все модели в виде копилок для монет.
- «Western Models» с середины 1990-х гг. выпускала модель Ford Ranchero 1959 в масштабе 1:43, WMS 53 в  чёрном, жёлтом и синем цветах. Также выпускались модели для сборки.
- «Racing Champions» в 1998 году в серии «Motor Trend» выпустила серию моделей Ford Ranchero 1957 года размером 3,25 дюйма: № 10 Field & Stream «Good boy», № 33, № 36, № 78 № 89 — тиражом 19 998 экземпляров; № 172, № 173 — тираж 9 998 экземпляров.
- Hallmark в 2002 году выпустила в «Collector’s Series. Don Palmiter, Hallmark Keepsake Artist» № 8 модель Ford Ranchero 1957 года.
- Фабрика моделей Motormax выпускает модели Ford Falcon Ranchero 1960 года в масштабе 1:24 в двух цветах — красный и синий.
- Американский производитель игрушек Lewis Galoob Toys, Inc. под брендом Micro Machines: The Original Scale Miniatures выпустил в 1989 году модель Ford Ranchero 1957 года. в масштабе  близком к 1:148, в 1996 году данная модель была перевыпущена в серии «Celebrating 10 Years».
- В 2002 году компания Mattel на фабрике в Китае выпустила масштабную модель Ford Ranchero 1957 года в масштабе 1:64 в серии «Custom Classic Trucks II» (набор из двух моделей), данная модель переиздавалась в разных цветах в следующих сериях: «Coca-Cola», набор из двух моделей (2003),«100 % Hot Wheels Limited Edition» (2003) — № 17, «Showcase Hot Wheels - High Test Series» (2004) -  № 3, «Showcase Hot Wheels - High Test Series (Hobby)» (2004) - лимитированная серия из  7000 штук, «100% Hot Wheels 40th Anniversary» (2008). особенностью моделей данной серии было наличие открывающегося капота.
- В 2011 году компания Mattel на фабрике в Малайзии выпустила масштабную модель Ford Ranchero 1965 года в масштабе 1:64 в серии «New Models» - № 41, данная модель переиздавалась в разных цветах в следующих сериях:«Mystery Models (2011), «Treasure Hunts» (2012) - № 12, «Nostalgic Brands DC Comics Originals» (2012), «Multi-Pack Exclusive (2013, 2014, 2018), «Easter Egg-Clusive» (2013) - № 4, «Pop Culture: Hanna-Barbera» (2014), «HW Workshop Heat Fleet» (2015) - № 7, «50th Anniv Black & Gold» (2018) - № 6, «Pop Culture Nestlé» (2018) - № 5, «Mystery Models» (2018) - № 3, «Ford Pickups» (2018) -  № 1
- В 2009 году компания Mattel на фабрике в Таиланде  выпустила масштабную модель Ford Ranchero 1972 года в масштабе 1:64 в серии «Classics 5» и «Classics 5 Boxed Set» для Walmart, Inc. - № 29, данная модель переиздавалась в разных цветах в следующих сериях: «HW Delivery - Slick Rides» (2010) - № 23, «Holiday Hot Rods» (2010) - для сетей Target и Walmart, Inc., «HW Garage» (2011), «Nostalgic Brands: Rock (Live Nation)» (2012),  «Hot Wheels off-road» (2013) — № 14, «HW Showroom Hot Trucks» (2013) - № 2, «HW Off-Road Hot Trucks» (2014) - № 4,  «Graffiti Rides» (2015), «Pop Culture: SpongeBob SquarePants» (2015), «Car Culture: Trucks» (2016) - № 2, «50th Anniv Throwback» (2018) - № 2, «HW Hot Trucks» (2019) - № 29.
- Модель Ford Ranchero первого поколения в масштабе 1:43 выпущена в 2008 году компанией Yat Ming[44], этой же компанией выпущена модель Ford Ranchero 1957 года в масштабе 1:18[45], также под брендом «Road Legends» в масштабе 1:18 выпущена модель Ford Ranchero 1957 года в расцветке пожарной охраны.
- Производитель моделей MTH  в 1969 году выпустил в масштабе 1:24 сборную модель Ford Ranchero 1969 года для трассовых гонок.
- Компания Trumpeter выпускает модель для сборки Ford Falcon Ranchero 1965 года в масштабе 1:25.
- Jimmy Flintstone Studios выпускает модель для сборки Ford Ranchero 1957 года в масштабе 1:25.
- В серии Racing Champions Mint Motor Trend компанией Mattel  выпускался Ford Ranchero 1957 года в масштабе 1:55 в нескольких вариантах оформления.
- Производитель пластиковых моделей для сборки AMT Model Kits выпускал модель для сборки Ford Falcon Ranchero 1961 года в масштабе 1:25 № 1034 и  Ford Falcon Ranchero 1961 года в масштабе 1:32 № 984.
- Brooklin Models выпустила масштабные модели Ford Ranchero 1957 года в масштабе 1:43 BRK108[46] в нескольких вариантах оформления, тиражом от 150 экземпляров.
- American Excellence (NL) в 2011 году выпустила модель Ford Ranchero GT чёрного цвета 1972 года в масштабе 1:43 для ModelCarWorld тиражом в 500 экземпляров.
- Altaya — испанский производитель журналов и предметов коллекционирования, часть Group DeAgostini Planet, выпустила в масштабе 1:43 в серии James Bond Car Collection № 76 Ford Falcon Ranchero второго поколения из фильма Голдфингер.
- В масштабе 1:43 Neo Scale Models выпущена модель Ford Ranchero шестого поколения (1972 год) в трёх цветах — белый, чёрный и красный[47].
- В 2018 году LDC – Lucky Die Cast Products Factory Limited (Гонконг) на формах, оставшихся от компании Yat Ming возобновили выпуск модели Ford Ranchero 1957 в масштабе 1:43 в нескольких вариантах оформления.
- В 2018 году производитель моделей Best of Show выпустил модель Ford Ranchero 1979 года в цвете тёмно-зелёный металлик, BOS275 в масштабе 1:18
- В 2018 году компания Mattel на фабрике в Таиланде под маркой Matchbox выпустила масштабную модель Ranchero 1961 года в масштабе 1:64  в серии «65th Anniversary» - № 20,  розового цвета.